# 2024年法國立法選舉
2024年法國立法選舉，又稱2024年法国国民议会选举，是法國於2024年6月30日至7月7日舉行的立法選舉，選出法蘭西第五共和國第17屆國民議會的577名議員。選舉是在同月舉行的歐洲議會法国议员選舉之後舉行。选举结果左派新人民陣線獲得最多議席，但無任何政黨或聯盟取得絕對多數。

## 背景

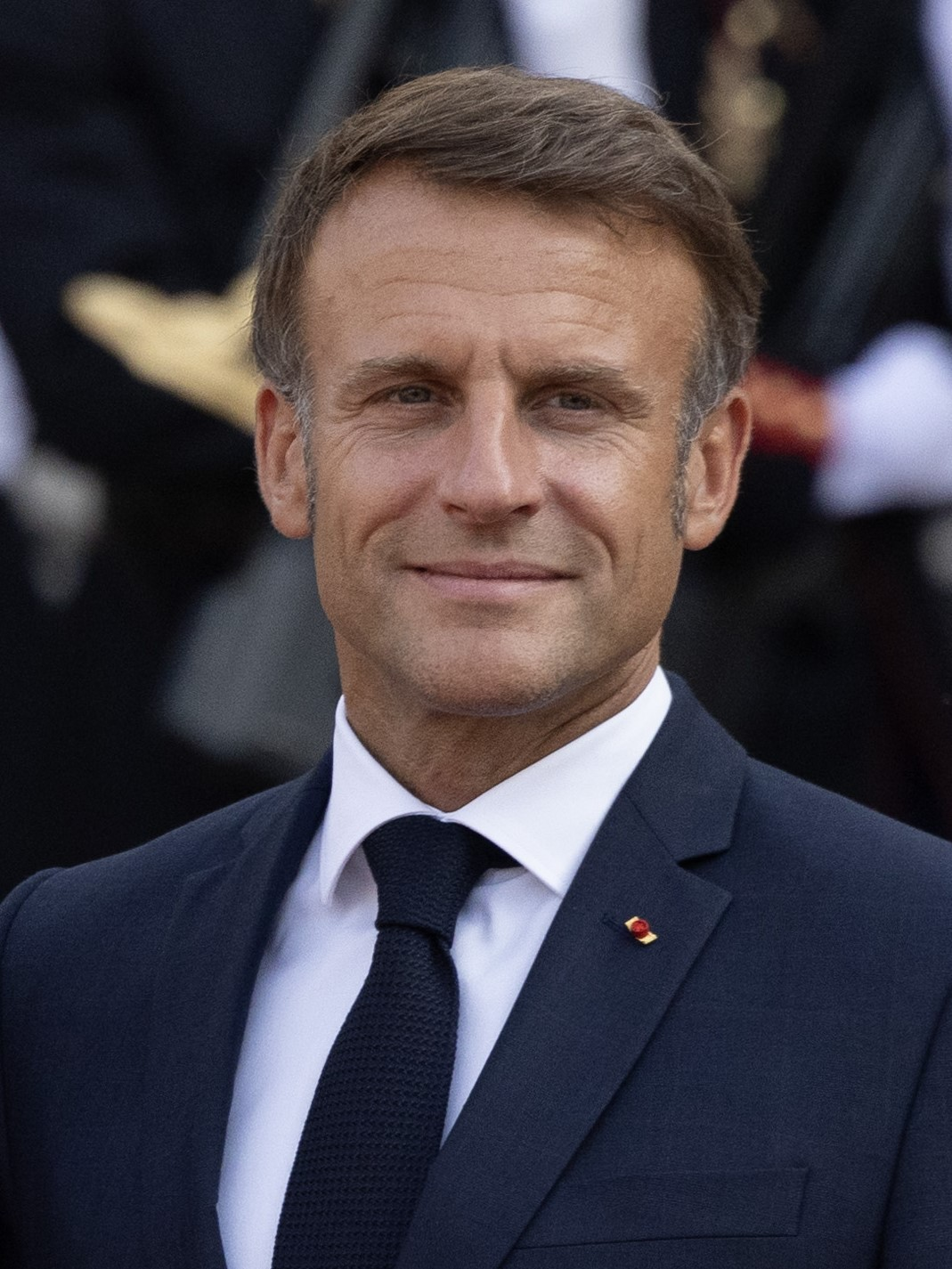
現任法国总统马克龙

自2022年法国立法选举以来，法国总统马克龙的政党联盟一起争取总统多数（以下簡稱一起聯盟）失去了其在国民议会的过半数地位，这是自1997年以来，现任法国总统的政治勢力首次于立法选举中丧失议会多数，与此同时，法国两大反对阵营，左翼的生态和社会人民新联盟和民粹主义右翼的国民联盟则赢得大量席位；尽管如此，没有一个政治团体在国民议会中取得绝对多数，导致自1988年以来的首次悬峙议会。由於缺乏絕對多數，導致執政黨多次援引憲法第49條第3款來通過立法。截至2023年12月，这种方法已由伊莉莎白·博恩執行了23次。
2024年6月9日，就在2024年欧洲议会选举于法国境内结束后不久，由于出口民调显示总统马克龙的政党联盟一起聯盟大败于民粹主义极右翼的国民联盟，马克龙决定依法國憲法第12條賦予的權力，解散国民议会以举行提前选举，于6月30日举行第一轮，7月7日举行第二轮 。外界普遍分析这是马克龙的“政治生涯豪賭”。
马克龙成为继时任法国总统雅克·希拉克于1997年解散国民议会以来，法兰西第五共和国第二位举行提前立法选举的法国总统。

### 各界反應

#### 政治人物
國民聯盟領導人喬丹·巴德拉稱，國民聯盟與一起聯盟在歐洲議會選舉的巨大差距是對馬克宏總統的「激烈否定」，並表示該結果開啟了「後馬克宏時代的第一天」。 國民議會國民聯盟黨團主席瑪琳·勒朋，與不屈法國領袖尚·呂克·梅蘭雄慶祝選舉結果，並對提前選舉表示歡迎。
前總統薩科齊譴責馬克宏，認為他解散議會的決定是「國家的嚴重風險」。 巴黎市長安娜·伊達戈對馬克宏的決定反應極為負面，稱這次選舉對即將到來的2024年夏季奧運會構成嚴重威脅，因為這不僅會「破壞整個國家的情緒」，還會帶來街頭騷亂和示威的風險。

#### 媒體
舉行選舉的決定令外部觀察家感到訝異，普遍認為對於馬克洪的總統多數陣營來說具有風險，有些人認為馬克宏希望迫使人民在國民聯盟和其反對派之間做出決定，而有些人則認為馬克宏打算利用提前選舉贏下多數， 復興黨領袖斯特凡納·塞茹爾內在宣布解散國會後發表評論，試圖吸引左翼和右翼的溫和派現任議員加入他的聯盟。
大多數國際媒體對馬克宏的決定感到驚訝，稱提前選舉是一場「絕望的賭博」。整體而言，馬克宏的決定收到負面評價，認為他贏得選舉的機率很低。《自由比利時報》稱馬克宏為「受傷的政治動物」。 英國廣播公司評論，馬克宏發動提前選舉危及了第五共和的民主，並有可能引發街頭暴力和制度崩潰。 《衛報》認為馬克宏是為了報復他在歐洲議會選舉的失敗，這可能會導致激進分子上台並分裂國家。 《時代周報》認為馬克宏「失去了冷靜」，以至於他「把國家交給了瑪琳·勒朋」。希臘日報《每日新聞報》稱馬克宏的決定是一場不明智的賭博，不會有任何好處。  法國媒體則提出了在政治不穩定的情況下舉辦2024年夏季奧運的問題。

## 選舉制度
| 三方競選的選區 (候選人退出前) | 三方競選的選區 (候選人退出前) | 三方競選的選區 (候選人退出前) | 三方競選的選區 (候選人退出前) | 三方競選的選區 (候選人退出前) |
| ----------------------------- | ----------------------------- | ----------------------------- | ----------------------------- | ----------------------------- |
| 年分                          |                               |                               |                               |                               |
| 1988                          | 1988                          |                               | 11                            | 11                            |
| 1993                          | 1993                          |                               | 15                            | 15                            |
| 1997                          | 1997                          |                               | 105                           | 105                           |
| 2002                          | 2002                          |                               | 10                            | 10                            |
| 2007                          | 2007                          |                               | 1                             | 1                             |
| 2012                          | 2012                          |                               | 46                            | 46                            |
| 2017                          | 2017                          |                               | 1                             | 1                             |
| 2022                          | 2022                          |                               | 8                             | 8                             |
| 2024                          | 2024                          |                               | 311                           | 311                           |

組成國民議會的577名國會議員由單一選區兩輪制選舉產生，任期五年。獲得絕對多數有效選票且得票總數超過登記選民25%的候選人將在第一輪選舉中當選。如果沒有候選人達到此標準，則將由所有得投票數達到登記選民數12.5%的候選人之間舉行決選，在第二輪投票中獲得最多票數的候選人當選。
12.5%的門檻使得在投票率較高且候選人數較少的情況下，第二輪選舉中更可能出現三方競選（即「三角競選」）。這一情況在2024年的立法選舉中尤為顯著。對於國民聯盟而言，這種局面使得投票率的提升對其有利，因為該黨在首輪投票中的民調顯示領先地位，這增加了他們在第二輪中由於三方競選的增多而贏得更多席位的可能性。
根據選前民調顯示，2024年立法選舉的投票率將達到數十年來的最高水平，且選民的立場異常三極分化。選前對三方競爭可能數量的預估也達到了前所未有的水平，其中一項調查顯示，第二輪可能出現多達250場三方競爭。最終有306個選區進入三角決選和5個四角決選。在第二輪登記截止日期之前宣布候選人退出後，由於新人民陣線与一起為了共和國撤回多达216名候选人，因此剩下89個三角決選和2個四角決選，這仍標誌著自1973年以來首次在法國立法選舉中需要進行四角決選。

## 主要参选政党和联盟
以下是參加大多數選區（根據《世界報》的統計，289個或更多選區）競選的主要政黨和聯盟（包括在至少3個選區有候選人的主要組成部分），按其在上屆選舉中的綜合結果排序。
由於解散的突然性，2024年立法選舉的候選人數量顯著減少，僅有4,010名候選人在577個選區競選，這是自1988年選舉以來的最低數字。這一減少還可以歸因於全國和地方聯盟的形成，以及某些選區缺乏候選人以支持理念相同的其他候選人。小黨受影響最為嚴重（例如動物保護黨，該黨在2022年提出了421名候選人並獲得了1.1%的選票，但宣布在2024年不會提出候選人），這是因為他們無法與大黨協商聯盟，也無法在如此短的時間內在大多數選區找到候選人。
| 聯盟 | 聯盟                       | 政黨                       | 政黨                          | 領袖                       | 意識型態                   | 政治立場                   | 選前席次  | 地位   |
| ---- | -------------------------- | -------------------------- | ----------------------------- | -------------------------- | -------------------------- | -------------------------- | --------- | ------ |
|      | 一起为了共和国             |                            | 復興黨                        | 阿塔爾                     | 自由主義                   | 中間                       | 155 / 577 | 執政黨 |
|      | 一起为了共和国             | 民主運動                   | 弗朗索瓦·贝鲁                 | 自由主義                   | 中間                       | 45 / 577                   |           | 執政黨 |
|      | 一起为了共和国             | 地平线                     | 愛德華·菲利普                 | 自由保守主義               | 中間偏右                   | 25 / 577                   |           | 執政黨 |
|      | 一起为了共和国             | 民主人士和獨立人士聯盟     | 埃爾韋·馬賽                   | 自由主義                   | 中間                       | 6 / 577                    |           | 執政黨 |
|      | 一起为了共和国             | 共同                       | 芭芭拉·蓬皮利                 | 綠色自由主義               | 中間偏左                   | 4 / 577                    |           | 執政黨 |
|      | 一起为了共和国             | 激進黨                     | 洛朗·埃納爾                   | 自由主義                   | 中間                       | 4 / 577                    |           | 執政黨 |
|      | 一起为了共和国             | 其他政黨和獨立人士         | 其他政黨和獨立人士            | 其他政黨和獨立人士         | 其他政黨和獨立人士         | 16 / 577                   |           | 執政黨 |
|      | 新人民阵线                 |                            | 不屈法國                      | 曼努埃爾·邦帕爾            | 民主社會主義               | 左派                       | 69 / 577  | 在野黨 |
|      | 新人民阵线                 | 社會黨                     | 奧利維耶·富爾                 | 社會民主主義               | 中間偏左                   | 27 / 577                   |           | 在野黨 |
|      | 新人民阵线                 | 生態主義者—歐洲生態綠黨    | 瑪麗娜·通德利耶               | 綠色政治                   | 中間偏左                   | 15 / 577                   |           | 在野黨 |
|      | 新人民阵线                 | 法國共產黨                 | 法比安·魯塞爾                 | 共產主義                   | 極左派                     | 12 / 577                   |           | 在野黨 |
|      | 新人民阵线                 | 一起！                     | 羅蘭·梅里厄（Roland Mérieux） | 生態社會主義               | 左派                       | 5 / 577                    |           | 在野黨 |
|      | 新人民阵线                 | 世代·s                     | 阿里·拉貝                     | 生態社會主義               | 左派                       | 4 / 577                    |           | 在野黨 |
|      | 新人民阵线                 | 其他政黨和獨立人士         | 其他政黨和獨立人士            | 其他政黨和獨立人士         | 其他政黨和獨立人士         | 18 / 577                   |           | 在野黨 |
|      | 國民聯盟                   | 國民聯盟                   | 國民聯盟                      | 若爾丹·巴爾代拉            | 法蘭西民族主義             | 極右派                     | 88 / 577  | 在野黨 |
|      | 右翼和中間聯盟             |                            | 共和黨                        | 埃里克·喬蒂 （ 英语 ： Éric Ciotti）  | 自由保守主義               | 右派                       | 58 / 577  | 在野黨 |
|      | 右翼和中間聯盟             | 其他政黨和獨立人士         | 其他政黨和獨立人士            | 其他政黨和獨立人士         | 其他政黨和獨立人士         | 10 / 577                   |           | 在野黨 |
|      | 其他独立参选政黨和獨立人士 | 其他独立参选政黨和獨立人士 | 其他独立参选政黨和獨立人士    | 其他独立参选政黨和獨立人士 | 其他独立参选政黨和獨立人士 | 其他独立参选政黨和獨立人士 | 15 / 577  | 在野黨 |

## 競選過程

### 時間
兩輪選舉分別於6月30日和7月7日在法國本土（法國、鄰近島嶼、科西嘉島）舉行，而法國海外省（聖皮耶與密克隆、聖巴瑟米、聖馬丁、瓜地洛普、馬丁尼克、法屬圭亞那、法屬玻里尼西亞）以及美洲的大使館和領事館則提前兩天舉行。投票所的開放時間為當地時間8:00至18:00，部分投票所開放至20:00。 從選舉前一天午夜（6月29日和7月6日）到選舉日最後一個投票站關閉為止，所有媒體禁止任何與候選人有關的採訪和節目、以及與競選活動與民意調查有關的報導。
第一輪選舉的候選人登記截止日期為6月12日至6月16日，第二輪選舉的候選人登記截止日期為7月2日。 競選活動於6月17日正式展開。
在領事館選舉名單上登記的海外法國居民選區，第一輪線上投票的時間為6月25日中午12:00（歐洲中部夏令時間）至6月27日中午12:00（歐洲中部夏令時間），以及7月3日中午12:00（歐洲中部夏令時間）至7月4日。許多試著在6月25日投票的人表示，由於流量過高，無法進入投票網站。 法國外交部6月27日宣布，網路投票達41萬張，與2022年的25萬張相比創下新紀錄。
選舉的準備時間極短，為後勤帶來了重大挑戰，特別在法國海外部分，除了需要招募和培訓志工來管理投票站外，各市鎮還要在相對較短的時間內自行負擔選票費用。 法國市長協會新聞稿中表示，許多市長仍然擔心「他們是否有能力在讓人滿意的情況下組織這兩場選舉」。雖然一般情況禁止提供評估員金錢補償，但一些市鎮鑑於過去在類似的「特殊情況」下曾給予例外，選擇忽視選舉法規定。此外，選舉的時間表使得候選人和政黨無法在投票站派出足夠的代表，像是尼斯只來得及提出十分之一的代表。雖然這些問題是憲法法庭廢除選舉結果的充分理由，但法律學者認為，由於政府官員沒有足夠時間準備選舉，可能性不大。

### 抗議

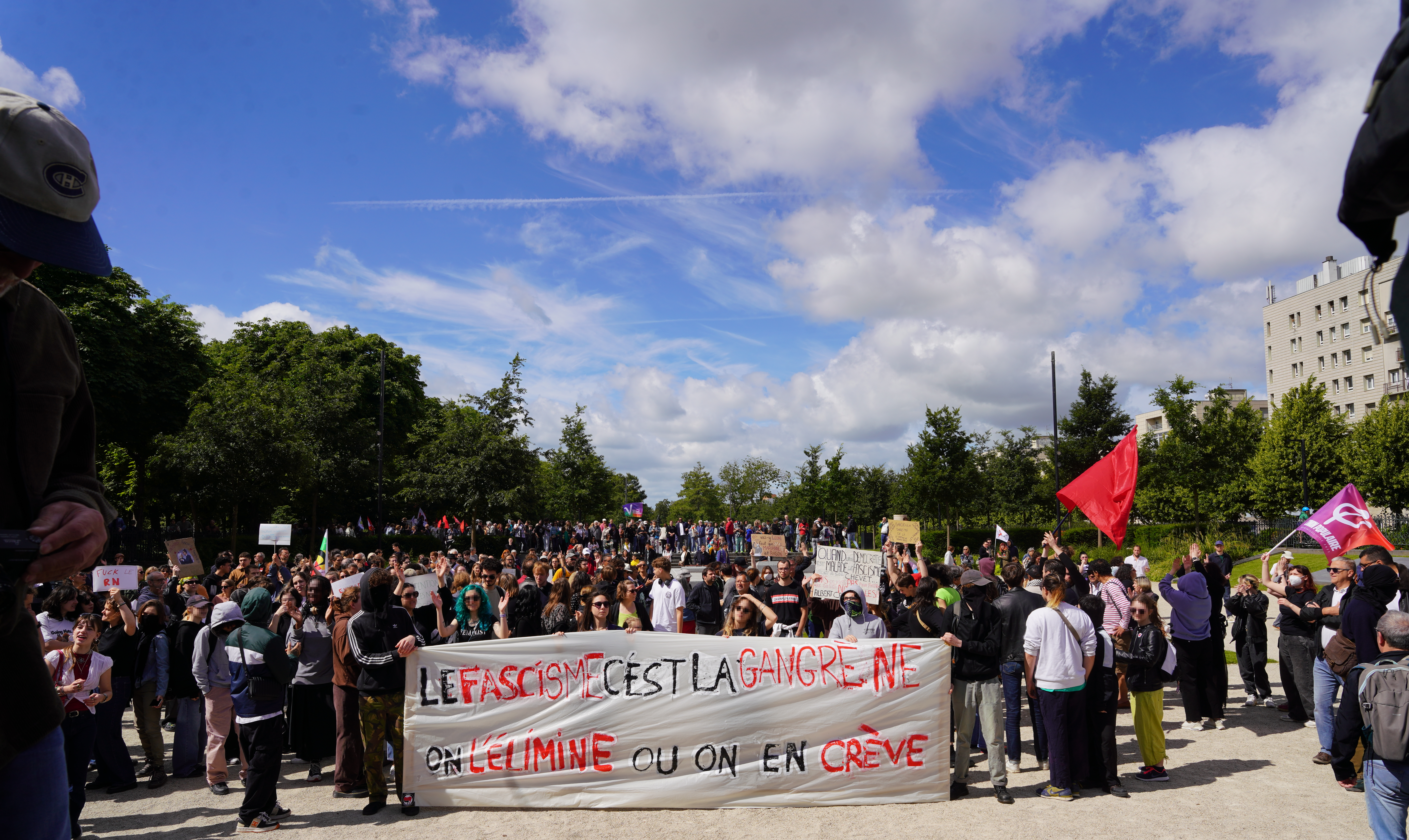
6月14日在漢斯的反極右派抗議

2024年6月9日，歐洲議會選舉結果公佈後，數百人在巴黎共和廣場示威抗議國民聯盟的勝利，並訴求在下一次立法選舉中成立「左派聯盟」，數十人在里耳高呼反喬丹·巴德拉的口號。 許多工會、學生社團、人權團體和政黨呼籲舉行集會，反對國民聯盟的反移民和歐洲懷疑主義政策，並推動「勞動世界的進步替代方案」。 呼籲集會的政黨包括社會黨、共產黨、生態黨和不屈法國，而呼籲集會的工會團體包括法國民主勞工聯合會（CFDT）、總工會（CGT）、全國自治工會聯盟（UNSA）、統一工會聯合會（FSU）和團結工會（Solidaires）等，準備推動「盡可能大規模」的示威活動。
6月18日，總工會呼籲選民支持中間偏左的新人民陣線聯盟，這是該團體首次對特定候選人或政黨發出具體的投票指示。

### 一起为了共和国
在「一起爭取總統多數」解散後不久，經過迅速的談判，由復興黨、民主運動、地平线等政黨組成的聯盟再次成立，名稱叫「一起為了共和國」。法國總理阿塔爾承諾將竭盡所能，以避免「最壞的結果」。據其助手引述，他指出極右派已經「站在法國政權的門口」。財政部部長布魯諾·勒梅爾也警告說，極右翼或左翼的勝利都可能引發金融危機。6月12日，總統馬克宏表示，他召集這次選舉是為了阻止極右翼在2027年總統選舉中取得勝利。他批評共和黨可能與國民聯盟和新人民陣線結盟，並呼籲所有「能夠對極端主義說不」的政黨團結起來。自那時起，阿塔爾承諾降低電費和遺產稅，將養老金與通貨膨脹掛鉤，並為首次購房者提供援助。
提前選舉開始後不久，復興黨秘書長斯特凡納·塞茹爾內宣布總統多數陣營將不派出候選人對抗「其他共和國候選人」，企圖分裂對手，隨後克萊芒·博納表示其定義不包含不屈法國（LFI）與國民聯盟（RN）。 最終，聯盟選擇放棄67個選區的提名，多數是現任共和黨（LR），及部分社會黨（PS）)與自由派、獨立人士、海外與領土（LIOT）黨團議員的選區
在6月23日發表的一封公開信中，馬克宏寫道，他希望「未來的政府能夠匯聚具有多種觀點的共和黨人，這些人以勇氣反對極端勢力而聞名」，這暗示了選後聯合政府的可能性。一位匿名的馬克宏顧問透露，該黨對贏得這次立法選舉充滿希望。
此外，有針對馬克宏可能辭職的猜測，他強調自己將繼續擔任總統直到2027年5月。大多數（但並非全部）憲法專家否定了馬克宏通過辭職來重新設定總統和立法選舉周期的可能性。這種做法旨在避免選舉結果不明確時可能出現的立法僵局，因為法律禁止在前一次選舉一年內再次舉行立法選舉。專家們認為，根據憲法第6條的明確規定，總統不得連任超過兩屆，而辭職將意味著馬克宏需要尋求违宪的第三個任期。
6月20日，阿塔爾承諾降低電費和遺產稅，將退休金與通脹掛鉤，並為首次置業者提供援助。他提出的其他政策包括：每年將價值分享獎金提高最多1萬歐元，建造14座新的核反應堆，禁止15歲及以下人士使用社交網絡，到2030年將農藥使用量減少一半，以及到2030年將軍事預算翻倍。 在回應一系列青少年暴力事件時，他還呼應了國民聯盟的提議，宣布他將尋求取消年齡作為法定刑罰的減輕因素。這意味著法官將以成年人標準對違法青少年進行起訴，除非他們能夠提供應當破例的理由。同時，他抨擊了國民聯盟的「分裂、仇恨和污名化」計劃，並表示國民聯盟在各種經濟政策上的倒退顯示出他們「尚未準備好執政」。同時馬克宏譴責了競選活動中「公然的種族主義和反猶太主義」，回應了國民聯盟議員羅歇·許托的言論。許托曾主張，馬克龍的前內閣成員纳贾特·瓦洛-贝勒卡西姆因擁有雙重國籍而不應被允許擔任公職。
在選前民調中，馬克宏和他的盟友在全國範圍內落後於國民聯盟和新人民陣線，排名第三，因此他們決定在第一輪選舉前集中攻擊新人民陣線的政策，第二輪選舉前極力避免直接對抗國民聯盟。阿塔爾聲稱新人民陣線提議將最低工資提高14.3%，達到每月淨收入1600歐元，可能導致50萬個工作崗位的流失。財政部長布魯諾·勒梅爾則稱這一提議將是「一場災難」，導致「大規模失業」。此外，歐洲委員會剛宣布將召開會議，以審查法國是否應啟動超額赤字程序。
馬克宏本人公開譴責了新人民陣線的「完全移民主義」立場，並對使跨性別者更容易更改其民事地位的提案表示譴責。該提案允許跨性別者在當地市政廳進行此類操作，馬克宏稱其為「完全荒謬」。前總理伊莉莎白·博恩則譴責該聯盟是「支持伊斯蘭主義和社群主義的分離主義覺醒人士」，並指出其計劃在經濟政策上是毫無意義且慘不忍睹。
其競選活動中反復出現的一個主題是候選人把新人民陣線與國民聯盟進行比較。例如在6月21日，馬克宏表示，「與一些人所說的相反，新人民陣線（左派）和國民聯盟（極右派）並非彼此的『壁壘』（暗示可能會一起合作，因為他們曾經一起提過不信任動議）…… 有一些極端觀點我們不能容忍。」財政部部長勒梅爾也警告，說極右翼或左翼的勝利都可能引發金融危機，並抨擊他們的經濟纲领為「受馬克思主義啟發的左翼計劃」。
在6月24日的一次採訪中，性別平等部長奧羅爾·貝爾熱表示：「最好的防禦，特別是針對新人民陣線的防禦，不是國民聯盟，而是我們。」（意思是與其依賴國民聯盟，不如依靠自己來抵禦新人民陣線）她和馬克宏一樣，拒絕在第一輪選舉前對支持新人民陣線和國民聯盟這兩個「極端」勢力中的任何一方提出第二輪投票指示。在同一天發布的一集採訪中，馬克宏警告稱，這「兩個極端」都會將法國「引向內戰」，無論是因為國民聯盟的仇外情緒，還是新人民陣線的社會主義。
在馬克宏突然宣布解散國民議會後的幾天內，許多他最親近的顧問公開表達了對這一決定的失望。國民議會解散前的議長娅埃尔·布朗-皮韦私下不同意這一決定，並試圖勸阻馬克宏，表示她認為組建一個執政聯盟是可能的。財政部長勒梅爾將馬克宏在愛麗舍宮的親信們形容為「潮蟲」（指他們正在摧毀國家），而地平線黨的領袖兼前總理愛德華·菲利普則表示，馬克宏因其魯莽的決定「摧毀了一起聯盟」。退出一起聯盟的議員們對馬克宏表示極度不滿，其中一位議員甚至表示:「我希望他閉嘴，讓我們擺脫他讓我們陷入的困境。」民主運動領袖法蘭索瓦·白胡認為，有必要將這場選戰「去馬克宏化」。同時，候選人們對馬克宏不遵守自己不介入選戰的承諾感到厭倦。
馬克宏的支持率在解散後的調查中跌至歷史新低。弗雷德里克·達比指出，大多數受訪者在公眾輿論和星期日的調查中將該決定形容為「難以理解」、「輕率」或「不負責任」。在法廣的調查中，有70%的受訪者表示他們不希望馬克宏參與競選活動。這導致一起聯盟的候選人們專注於地方議題，競選海報上幾乎完全沒有馬克宏的形象：22位政府部長的海報中，只有一張出現了他的照片。
隨著菲利普、勒梅爾以及內政部長熱拉爾德·達爾馬寧（他宣布如果再次當選國民議會議員將辭去政府職務）等人的逐漸疏遠，馬克宏的許多早期支持者也開始與他保持距離。他面臨著前盟友越來越多的排斥，這些盟友對他行為和公開言論的失望與不滿日益加劇。

#### 復興黨與地平線的分歧

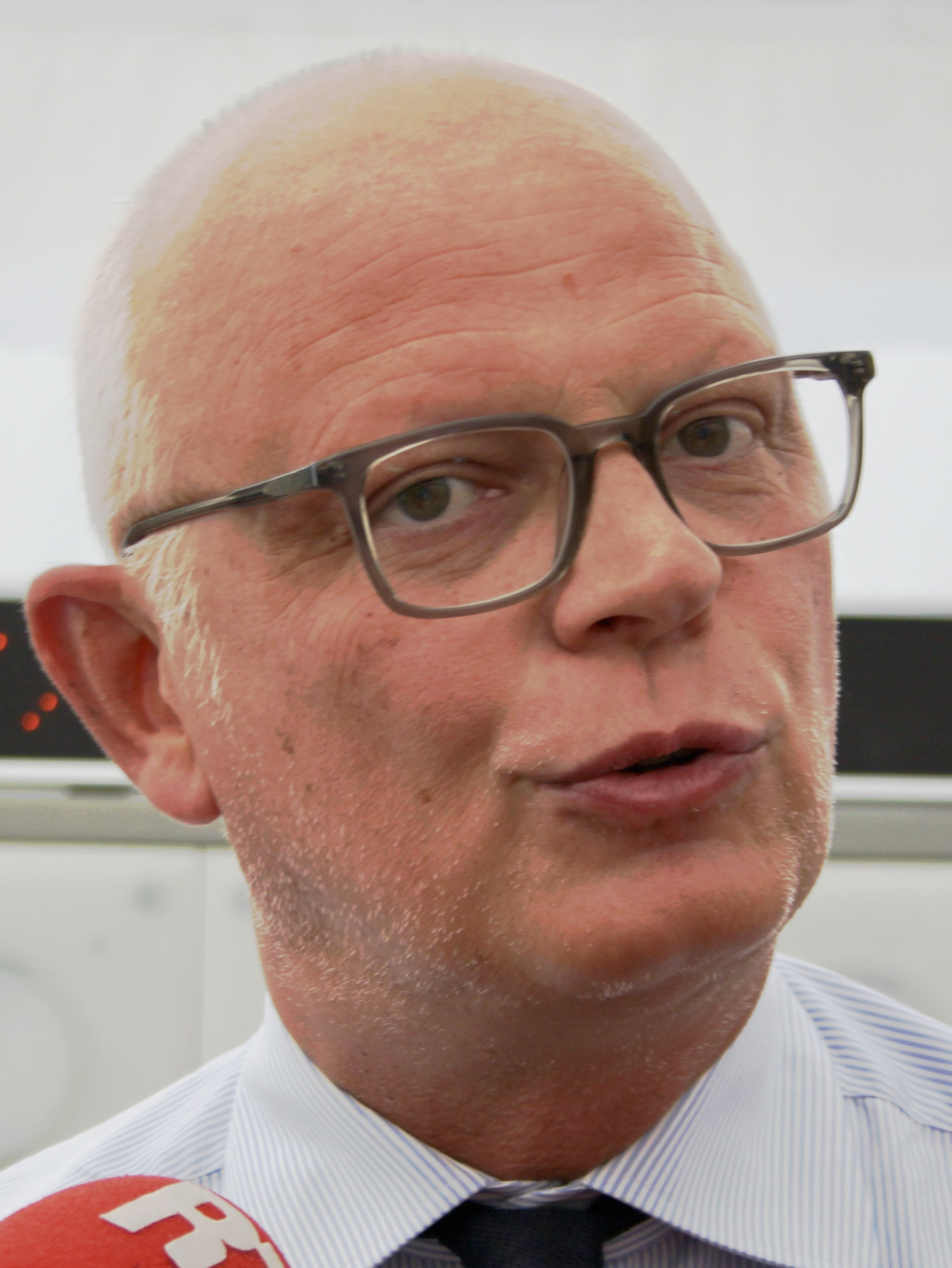
前總理爱德华·菲利普

自從宣佈解散以來，前總理菲利普領導的地平線黨和復興黨已開始討論，以重新確定他們在一起聯盟中的角色。然而，這兩個政黨之間出現了一些緊張和分歧。首先是在選區分配上，接著是在協議條件上，最後是地平線黨不願意以一起聯盟的名義參與競選活動。
這導致地平線黨不得不在官方公報上登記自己的政治立場。此外，在一些選區，例如馬恩河谷省第一選區，地平線黨推出了自己的候選人，並與復興黨的官方候選人競爭。

### 新人民阵线

新人民陣線候選人按主要黨派劃分的選區地圖

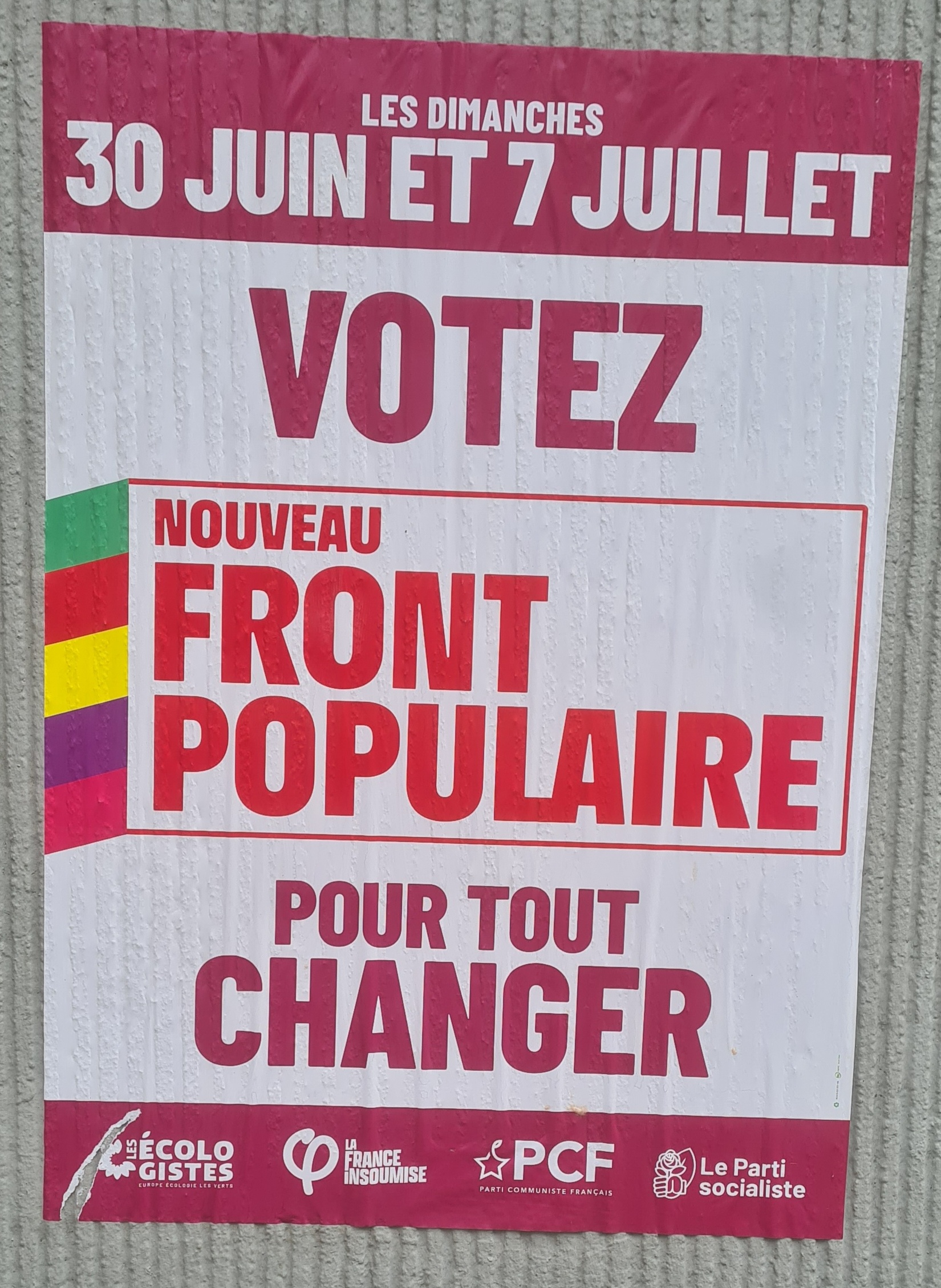
新人民陣線競選海報

左派政治人物弗朗索瓦·吕芬呼籲所有左翼政黨，包括生態主義者—歐洲生態綠黨（以下簡稱綠黨），組成一個「人民陣線」，以避免「最壞的結果」。社會黨領袖奧利維耶·富爾、綠黨領袖瑪麗娜·通德利耶和法國共產黨領袖法比安·魯塞爾也呼籲團結。6月10日，《世界報》刊登了一封由350名知識分子聯名發表的信，呼籲左翼力量聯合。同日，結合不屈法國、綠黨、社會黨、共產黨、公共廣場等政黨的新人民陣線成立，並於6月14日公布其競選綱領，內容包括
- 推翻馬克宏在退休金、失業、教育、移民、警察、最低收入保障和全民國家服務方面的改革
- 對低收入住房的資金削減
- 法國核安全機構合併
- 將退休年齡降至60歲
- 凍結基本食品、能源和天然氣的價格
- 將最低工資提高至每月1600歐元（增長14%），並提高10%的個性化住房援助
- 推進困難或夜班工作的32小時工作週
- 將政府對企業的支持與遵守環保、社會和反歧視法規掛鉤
- 保留三分之一的董事會席位給工人
- 增加金融交易稅（英语：Financial transaction tax）；禁止銀行為化石燃料提供融資
- 將水資源控制權國有化
- 改革一般社會貢獻稅和遺產稅（對後者設立上限），並將所得稅稅級從5級增加到14級，使其更加累進
- 重新設立附有「氣候成分」的財富團結稅
- 對撤出國家的資金實施退出稅
- 對進口商品徵收車輛行駛稅
- 保障農產品價格底線
- 取消《全面經濟貿易協定》和任何未來的自由貿易協定
- 禁止進口不符合國內社會和環保標準的農產品。
- 提升公立醫療、教育、司法和政府職位的形象與薪資
- 加強在關鍵戰略領域的工業部門
- 建立生理期休假權利
- 禁止新的大型高速公路項目
- 禁止密集型動物養殖及所有含氟表面活性劑、尼古丁類殺蟲劑和草甘膦的使用
- 重新檢視《共同農業政策》
- 為家庭隔熱提供部分或全部政府資助
- 建設免費的公共飲水機、淋浴間和廁所
- 每年建造20萬套公共住房
- 在高租金地區實施強制租金管制
- 引入比例代表制
- 從憲法中移除第49.3條
- 禁止防暴警察使用震爆彈
- 承認巴勒斯坦國及以色列，並要求遵守國際刑事法院對以色列的裁決，停止支持班傑明·納坦雅胡的政府。
- 繼續向烏克蘭提供軍事援助，並派遣維和部隊以保護烏克蘭的核電站。

6月13日，聯盟政黨就如何分配546個選區（包括大都會法國和居住在國外的法國選民）的候選人達成協議。根據協議，各政黨分別獲得229（不屈法國）、175（社會黨）、92（綠黨）和50個選區（共產黨）的提名權。在聯盟其他成員的強烈反對聲中，曾因家庭暴力被定罪的阿德里安·卡特南斯於6月16日撤回了他在北部省第一選區的候選資格。

#### 內部矛盾
幾位批評現任不屈法國領袖梅蘭雄的同黨議員—亞歷克西·科比埃爾、拉克爾·加里多、亨德里克·達維和达妮埃尔·西莫内未能在他們的選區獲得新人民陣線的提名。這一決定不僅受到他們支持者的批評，也引起了聯盟內其他黨派領袖的質疑。然而，這四位候選人仍然在他們的選區對抗不屈法國的對手。另外，也曾批評梅蘭雄的議員弗雷德里克·馬蒂厄也未獲提名，並選擇不參加連任。

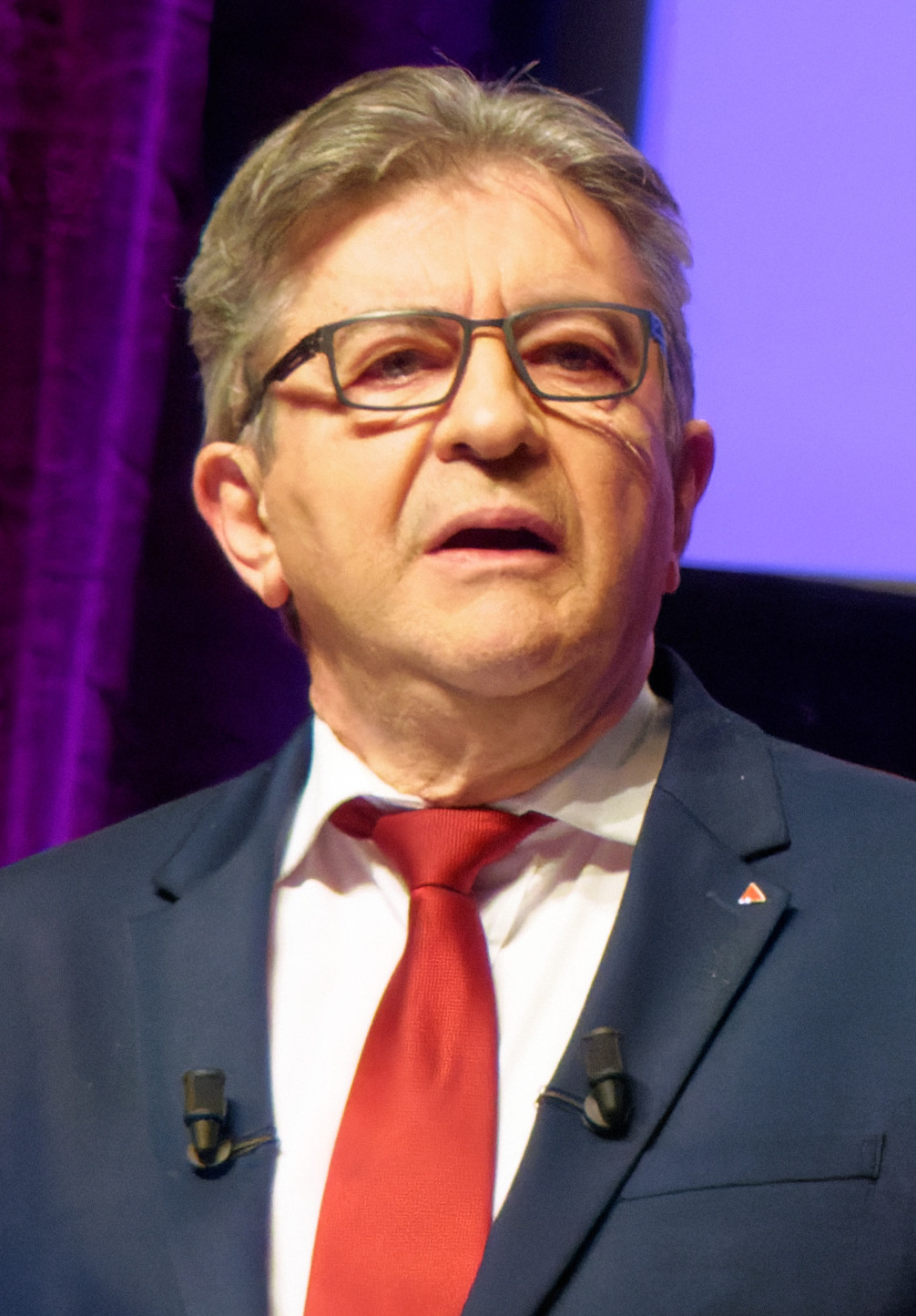
尚·呂克·梅蘭雄

新人民陣線的反對者利用左翼勝選後將由誰出任總理的不確定性，警告說梅蘭雄可能被任命為總理（他曾經參選過法國總統，並且帶領其聯盟在上屆立法選舉成為第二大黨，僅次於執政聯盟）。儘管他在6月22日表示願意接受總理任命，但也聲稱自己「不會強行自薦」，同時，許多其他潛在候選人的名字也在流傳。雖然左翼的其他人物不願明確回答誰應該擔任總理，但他們對梅朗雄想當總理的言論感到震驚。前總統法蘭索瓦·歐蘭德在科雷茲省第一選區競選時認為梅朗雄應該「閉嘴」。前總理利昂内尔·若斯潘表示，他「幾乎到處聽到，尤其是來自左翼選民的抗議聲音」，認為「梅朗雄不是解決方案」。魯塞爾則發表聲明稱，「關於梅朗雄想要總理職位的提名是他自己在推波助瀾，從來不是人民陣線各力量之間的協議內容」。托德里耶在接受媒體採訪時，對梅朗雄的言論做出回應，她勾勒出一幅理想總理應具備的屬性畫像，並總結說「最重要的是，一位能團結所有人的人」。在選前的民調中，只有16%的受訪者支持梅朗雄擔任總理—包含他2022年選民中的49%、綠黨支持者中的24%以及社會黨支持者中的17%。相比之下，83%的人反對這一提議。
儘管對外表現團結，但內部矛盾仍在6月24日爆發。起因是共產黨領袖魯塞爾當天早晨的發言：「我對梅蘭雄說，沒有人能自稱為總理。」他進一步指出，新人民陣線需要「最具凝聚力的人物」來領導他們進入即將到來的國民議會，而在他看來，顯然不是梅蘭雄，此觀點也得到了社會黨領袖奧利維耶·富爾的認同。之後塞納-聖但尼省第十一選區不屈法国候選人克萊芒蒂娜·奧坦宣稱梅蘭雄不會成為總理，並強調任何總理都必須由新人民陣線各派力量共識選出，然而她立即遭到了不屈法國領袖邦帕爾的譴責，後者認為「沒有人能決定排斥」梅蘭雄。
在法國電視二台的訪問中，公共廣場創始人兼歐洲議會議員拉斐爾·格魯克斯曼重申了綠黨領袖瑪麗娜·通德利耶的看法，明確宣稱「梅蘭雄不會成為總理」。與此同時，梅蘭雄對前總統歐蘭德呼籲他「閉嘴」的言論作出回應，並抱怨這些猜測是由於左派其他人的「嫉妒」。他遺憾地指出，由於格魯克斯曼所在的社會黨–公共廣場名单，在刚结束的歐洲選舉中的名單得票超過了不屈法國，使他不得不多礼让100個選區給社會黨候選人，這與2022年生態和社會人民新聯盟形成鲜明對比。
在6月26日接受訪問時，富爾表示梅蘭雄不會成為總理。梅蘭雄則責備他的聯盟夥伴「琐碎」的爭吵，並重申任何有關誰將成為總理的決定都將在選舉後才會做出。然而，他並未排除自己可能競逐該職位的可能性，並說道：「有些人不喜歡我，也有些人喜歡我。」
7月1日，不屈法國議員索菲婭·希基魯宣稱，如果左翼議員取得多數，總理就將是梅蘭雄，或者另一名不屈法國成員。她認為，聯盟中的其他成員對不屈法國心存感激，因而有義務支持他們。

### 國民聯盟
在2024年6月新當選的30位歐洲議會議員中，有8人選擇參與國內選舉。由於不能同時兼任兩個職位，如果他們在國內立法選舉中勝出，歐洲議會議員的職位將由黨內名單上（不分區）的其他成員遞補。
極右翼候選人玛丽昂·马雷夏尔代表再征服參加歐洲選舉，於6月10日與她的姑姑瑪琳·勒龐和國民聯盟領袖若爾丹·巴爾代拉會面，討論在立法選舉期間潛在的極右翼聯盟。會後，馬雷夏爾表示，巴爾代拉反對與再征服黨結盟，因為他的政黨不希望與其領袖埃里克·澤穆爾有所關聯； 儘管如此，她仍然宣布支持國民聯盟。6月12日，澤穆爾宣布將馬雷夏爾開除出黨。 6月14日，巴爾代拉確認國民聯盟和共和黨將在70個選區推舉聯合候選人，但共和黨對這一合作提出了質疑。

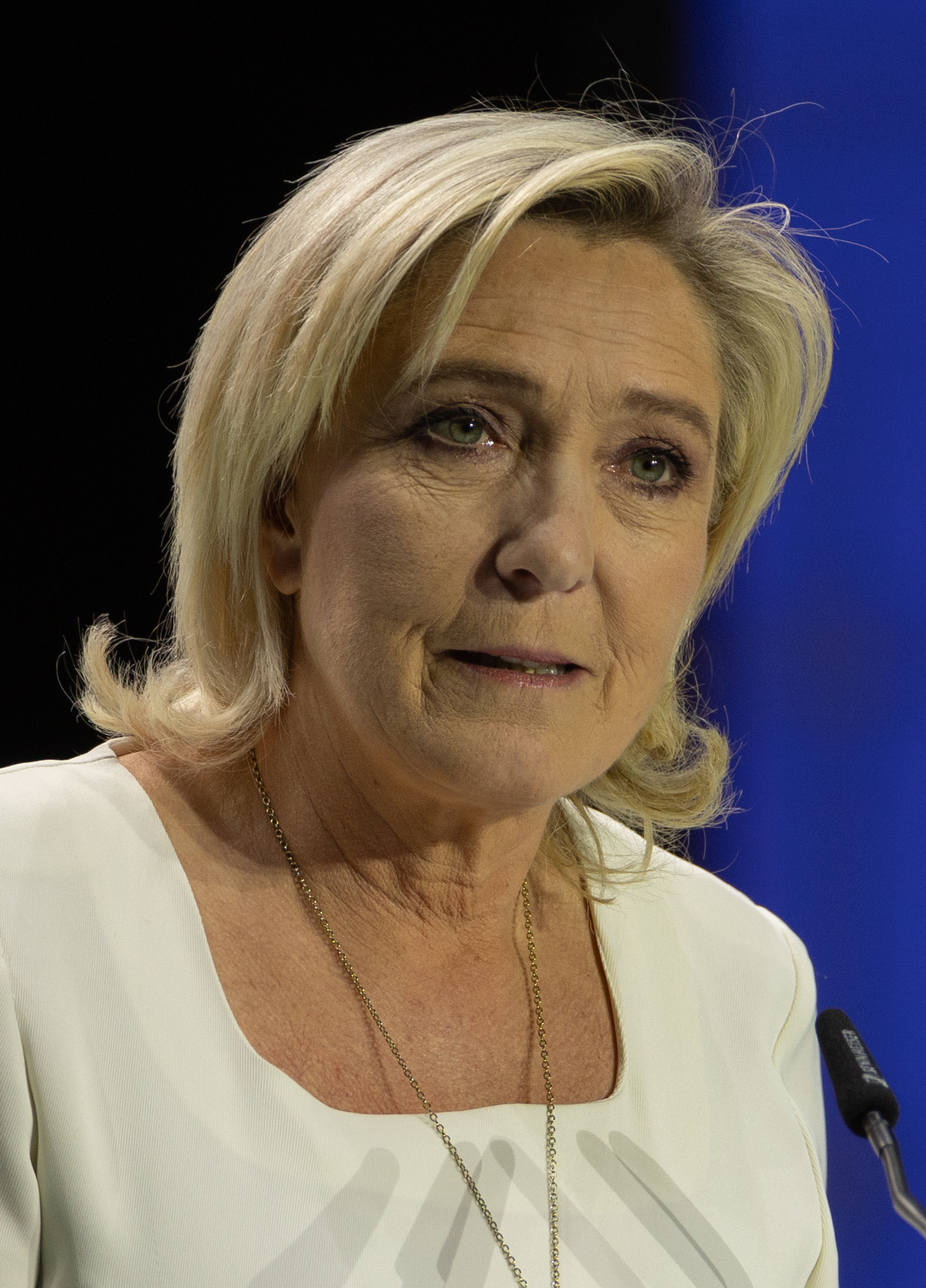
前國民聯盟主席瑪琳·勒龐（曾參選三度法國總統，但2017、2022年皆於第二輪敗給馬克宏）

勒龐承諾，如果國民聯盟在選舉中獲勝，將組建一個「民族團結政府」。在接受《北部之聲》訪問時，她表示可以接納來自左翼的人士在國民聯盟領導的政府中擔任職務的可能性。同時，巴爾代拉表示他是「唯一能夠阻止讓-呂克·梅朗雄和極左勢力的人」，並敦促「所有共和國的愛國力量」團結起來，防止左翼在選舉中獲勝。他還承諾，一旦成為總理，將通過一項移民法，允許驅逐「犯罪分子和伊斯蘭主義者」，並降低能源成本。在接受《世界報》採訪時，勒龐確認，如果沒有絕對多數，巴爾代拉將不會尋求總理職位。
6月18日，巴爾代拉呼籲選民賦予他的政黨「絕對多數席位」，以便能夠有效治理國家，並承諾將能源稅從20%降至5.5%。他也承諾維持法國對北約的軍事承諾，並支持烏克蘭對抗俄羅斯的侵略，但他排除了提供洲際彈道飛彈和其他可用於打擊俄羅斯領土的武器。勒龐則認為馬克宏暗示可能派遣地面部隊到烏克蘭，並指出馬克龍擔任「武裝部隊司令」的頭銜僅屬「名譽性」，因為防衛決策需由國家和政府首腦共同作出。儘管如此，憲法和法律專家指出，使用核武器仍需總統批准。
由於公眾反彈和投資者的擔憂，國民聯盟推遲了其最初的經濟計劃中的一些政策。這些包括對30歲以下人士的所得稅豁免和對100種基本產品的增值稅取消。同時，提高教師薪水的建議也被推遲。儘管最初有不同聲明，巴爾代拉在6月17日重申，國民聯盟打算廢除2023年的養老金改革，並計劃將法定退休年齡降低到60歲，但僅適用於在20歲之前開始工作的人士。在《星期日報》於6月22日發表的訪問中，巴爾代拉宣布，如果當選總理，他將啟動全國預算審計，並呼籲於2027年舉行憲法公投，以確保減少移民流量。他還表示，他不支持法國退出歐盟，並承諾選後會與共和黨組成聯盟，並將他們納入他的政府中。
巴爾代拉於6月24日正式揭示了國民聯盟的政綱，其中包括:
- 引入強制執行措施
- 終止對未成年多次犯罪者父母的兒童福利津貼
- 計劃將青少年罪犯判處短期監禁
- 送至封閉的兒童教育中心接受教育
- 將繼續打算廢除出生地法，因為「在80億人口的世界裡，自動獲得法國國籍已不再合理，我們每天在無法融入和同化他們的鬥爭中，在我們的土地上倍增」
- 恢復非法居留罪，並通過全國公投將這些提議具體實施於憲法中，使它們不受歐洲或國際法律審判的觸碰
- 將審查「促進移民的支出」和「某些昂貴和濫用的稅收漏洞」
- 馬克宏的養老金改革政策將會逐步廢除，對於至少工作40年的人士，法定退休年齡將會調整為62歲
- 反對應對氣候變化和保護環境的措施
- 提供醫療專業人員在服務不足地區工作的激勵措施
- 鼓勵退休人員重返工作
- 減少農業稅收
- 法國國家媒體私有化
- 允許父母將前兩個孩子在個人所得稅計算中視為完整份額，以促進生育率提高(目前只佔半份額)
- 取消低收入家庭的遺產稅
- 堅持不承認巴勒斯坦為國家，因為認為這樣做將「承認恐怖主義」。
- 暫停新風力發電場和醫療設施的開展。
- 禁止低於國內產品標準的農產品銷售。
- 確保只有法國公民有資格擔任某些安全和國防工作，並宣布雙重國籍人士將被禁止從事這些「敏感」職位。

在國民聯盟代表羅歇·許托發表了雙重國籍人士（尤其是纳贾特·瓦洛-贝勒卡西姆，擁有摩洛哥國籍）不應擔任部長職位的言論後，引發了強烈抗議。勒龐否認了基於雙重國籍限制部長職位的想法，並表示許托的言論與國民聯盟的政綱互相矛盾。

### 共和黨

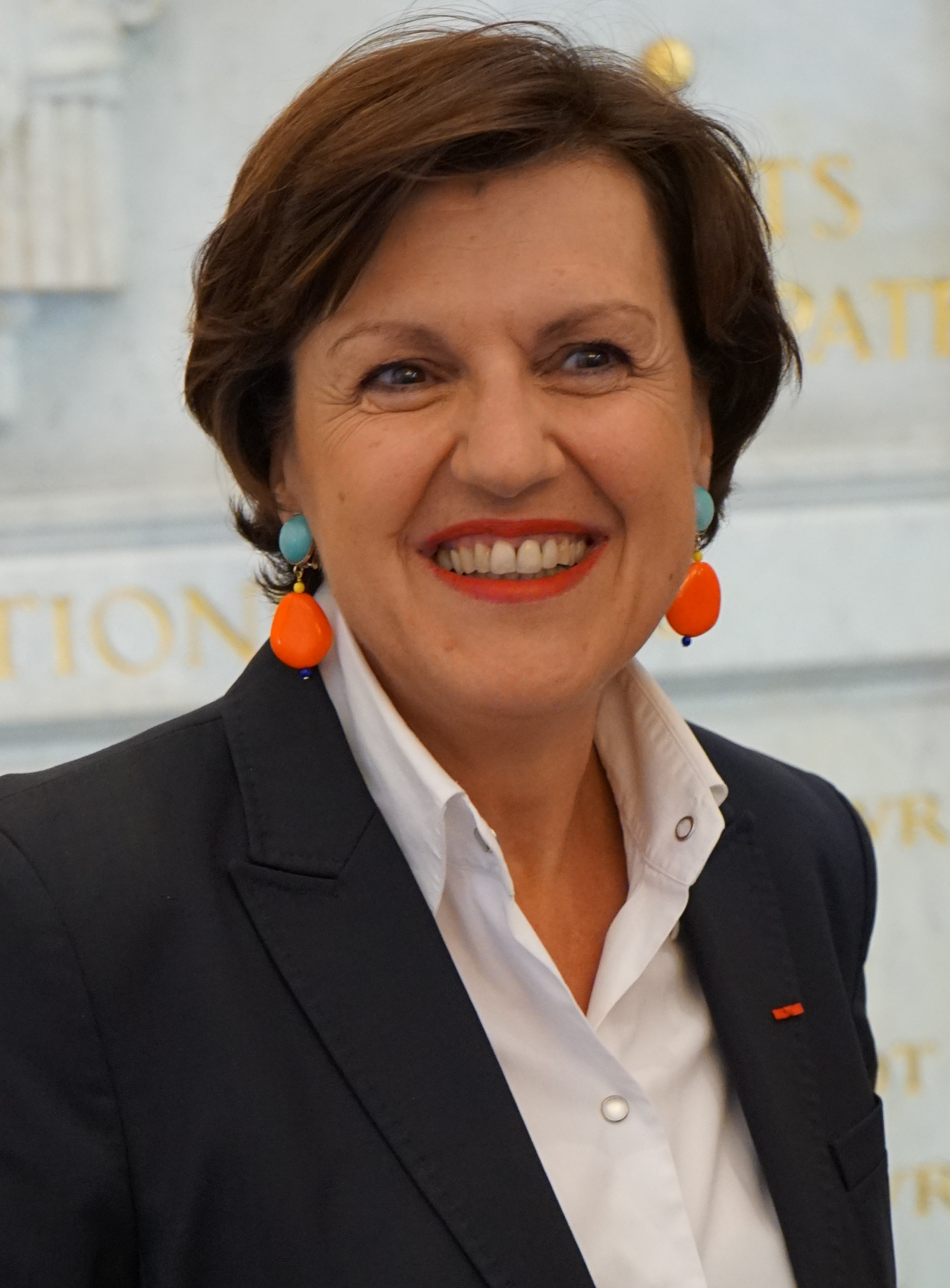
共和黨實際聯合領導人安妮·热纳瓦尔

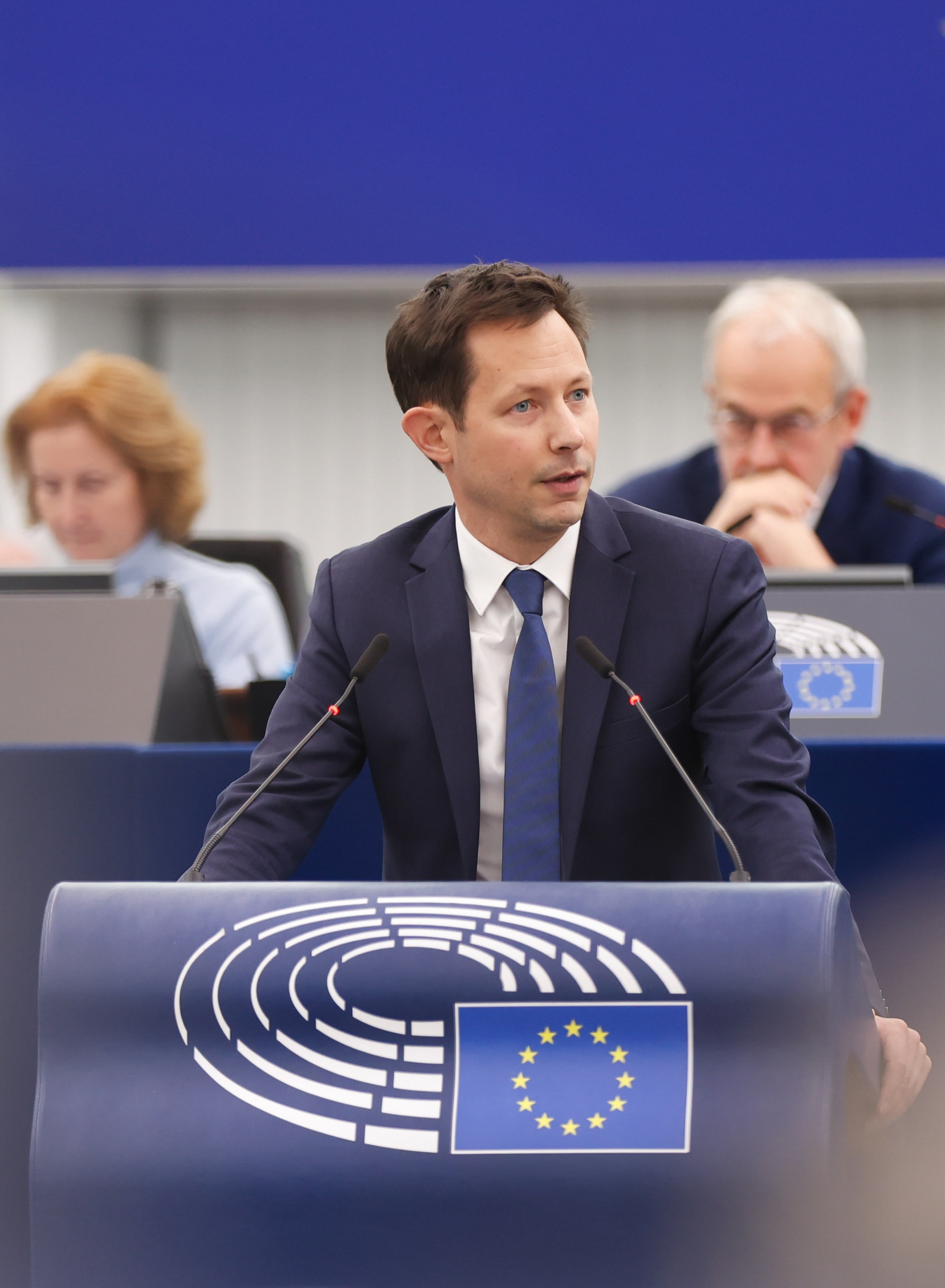
共和黨實際聯合領導人弗朗索瓦-格扎維埃·貝拉米

在巴爾代拉提出選後會與共和黨組成聯盟後，共和黨主席於6月11日接受法國電視一台訪問時，表示支持與國民聯盟結盟。幾個小時後，巴爾代拉在法國電視二台《20點新聞 (法國電視二台)》節目中表示，他的政黨已經與數十位共和黨議員達成協議。
這項宣布在共和黨內引發了大規模抗議，80%的議員立即表示反對，隨後其他議員也加入了反對行列。當天，共和黨國民議會領袖奧利維耶·馬萊要求喬蒂「辭去黨主席職位」。兩天後，媒體報導稱，僅有兩位共和黨議員支持喬蒂，而他計畫與國民聯盟共同支持的候選人中，有一半並非共和黨成員。
其他右翼領袖也對喬蒂提出了批評，其中包括2012至2014年間擔任人民運動聯盟主席的冉-法蘭索瓦·柯貝以及法蘭西島大區议会主席瓦萊麗·佩克雷斯。他們要求喬蒂辭去黨內職務，但喬蒂堅持不辭，強調他得到了「黨員、大量議員和候選人的支持與信任」。共和黨副主席弗朗索瓦-格扎維埃·貝拉米在法國新聞廣播電台表示計劃將喬蒂開除出黨。
在共和黨幾乎所有高層拒絕任何選舉協議後，喬蒂於6月12日被共和黨政治局「一致」開除，他未參加該會議，隨後指責這些決定為「非法」。由貝拉米和安妮·热纳瓦尔臨時接任。次日，喬蒂向巴黎司法法院提起緊急訴訟，試圖撤銷共和黨政治局的決定。這些決定於6月14日星期五被司法法院暫時中止，並暫時恢復喬蒂的黨主席和黨員身份，但隨後進行的兩次罷免他職位的嘗試均告失敗。同時，共和黨在上塞納省的地方分支宣布與復興黨建立了地方聯盟。
6月17日，喬蒂與國民聯盟達成協議，推出62名候選人（後來增至63名），其中僅有喬蒂本人及其親密盟友克麗斯泰勒·丹托爾尼是現任共和黨議員。與此同時，共和黨全國提名委員會公佈了大多數其他選區的候選人名單，包括所有尋求連任的現任議員，並對喬蒂和丹托爾尼的選區提出了競爭者。由於喬蒂要求黨的銀行進行任何交易時需要他的授權，共和黨候選人未能獲得黨的財政支持。
由於缺乏具體的全國選舉計劃，大多數共和黨候選人選擇專注於選區內的問題，依靠他們強大的當地根基和知名度來競選，同時避免捲入其他三大政治勢力以及喬與國民聯盟結盟的爭端。許多現任共和黨議員在競選宣傳材料中避免使用黨徽，遠離全國媒體，並試圖將自己描繪成獨立於任何黨派的人。奧雷利安·普拉迪埃在傳單中自稱為「強大的聲音，自由的聲音」，並於6月26日宣布將僅以其小型政黨「勇氣」的名義參選，在接受《拉德佩什報》採訪時表示：「戴高樂主義並未消亡，它比以往更加生機勃勃，但共和黨已經死了。」
這種能見度的減少也反映了共和黨候選人情況的多樣性：63人參與了共和黨與國民聯盟的聯盟投資，約有400人由黨的全國提名委員會支持，另外39名候選人（包括26名現任議員）由於其對馬克宏政策的「建設性」立場，完全未受到一起聯盟的反對。即使像前黨主席洛朗·沃基耶這樣具有重要國家影響力的人物，也因擔心國民陣線的崛起而選擇遠離全國媒體的聚光燈，專注於避免被選民的三極化所吞噬。

### 其他政黨
再征服開除瑪麗詠·馬赫夏後，在330個選區推出候選人，並決定不在意識形態相似候選人最有可能獲勝的選區參選。
法國崛起只在107個選區提名，並在其他選區支持國民聯盟參選人，政黨領袖尼古拉·杜邦-艾尼昂表示支持埃里克·西奧蒂與國民聯盟的合作。
托洛茨基主義政黨工人鬥爭在 550 個選區推出了候選人。根據《世界報》的分析，其他候選人數量達到兩位數的政黨包括30名候選人的新反資本主義黨、23名候選人的生態中心黨、14名候選人的我們土地、和12名候選人的抵抗黨。 在2022年投入421個選區的動物主義黨宣布，由於2024年的選舉倉促，不會嘗試在如此短的時間內派出候選人。

### 辯論
法國電視三台與法國藍廣播電台宣布，他們將為地方候選人舉行超過200場辯論會，這些辯論會將在地方電視台和廣播上播出，第一場辯論將於6月19日舉行，隨後於6月26日和7月3日舉行附加辯論會。 在兩輪選舉期間，有23名國民聯盟候選人拒絕或取消出席辯論會。
法國電視一台也宣布計畫在6月25日邀請加布里埃爾·阿塔爾、喬丹·巴德拉與曼努埃爾·邦帕爾進行辯論。 6月22日，阿塔爾注意到三屆總統候選人梅蘭雄拒絕排除他可能尋求成為總理的可能性，因此要求他代替不屈法國國家行動小組協調員班巴爾參加辯論， 巴德拉也附和此項提議，但遭到梅蘭雄拒絕。 在視聽和數位通訊監管局拒絕採取行動後，共和黨對於法國電視一台將其排除在辯論會之外一事，向最高行政法院提出上訴， 然而最高行政法院在隔天，也就是辯論前數小時，裁定駁回上訴。
法國電視二台也在6月27日邀請阿塔爾、巴德拉與奧利維耶·富爾進行辯論。 辯論會中，阿塔爾引導觀眾計算新人民陣線計劃下的退休金，使得該聯盟引用選舉法第L163-2條「可能改變投票意向的虛假性和誤導性指控」，對復興黨發起緊急訴訟。聽證會定於7月1日舉行。
最初預計在兩輪選舉之間還要舉辦數場辯論會，其中包括7月4日由法國電視二台主辦的辯論會。對於兩輪之間的另兩場辯論會，新人民陣線選擇由瑪琳·彤德利耶上BFM電視台、伊恩·布羅薩上CNews，以因應綠黨和社會黨對頻道的抵制。 7月1日，巴德拉向梅蘭雄發起一對一辯論但遭拒絕，而彤德利耶則確認參加第三場辯論。 隨後BFM電視台於7月2日宣布不再舉行辯論，三名受邀者將各分配一個小時的影片時段。 後來有報導指出，這一決定是由於綠黨在新人民陣線的協議中分配到較少的選區，但馬克-奧利維耶·福吉爾公開表示是國民聯盟的立場迫使BFM電視台取消辯論。 最終，第二轮选举辯論會全部取消。

### 候選人事件和爭議

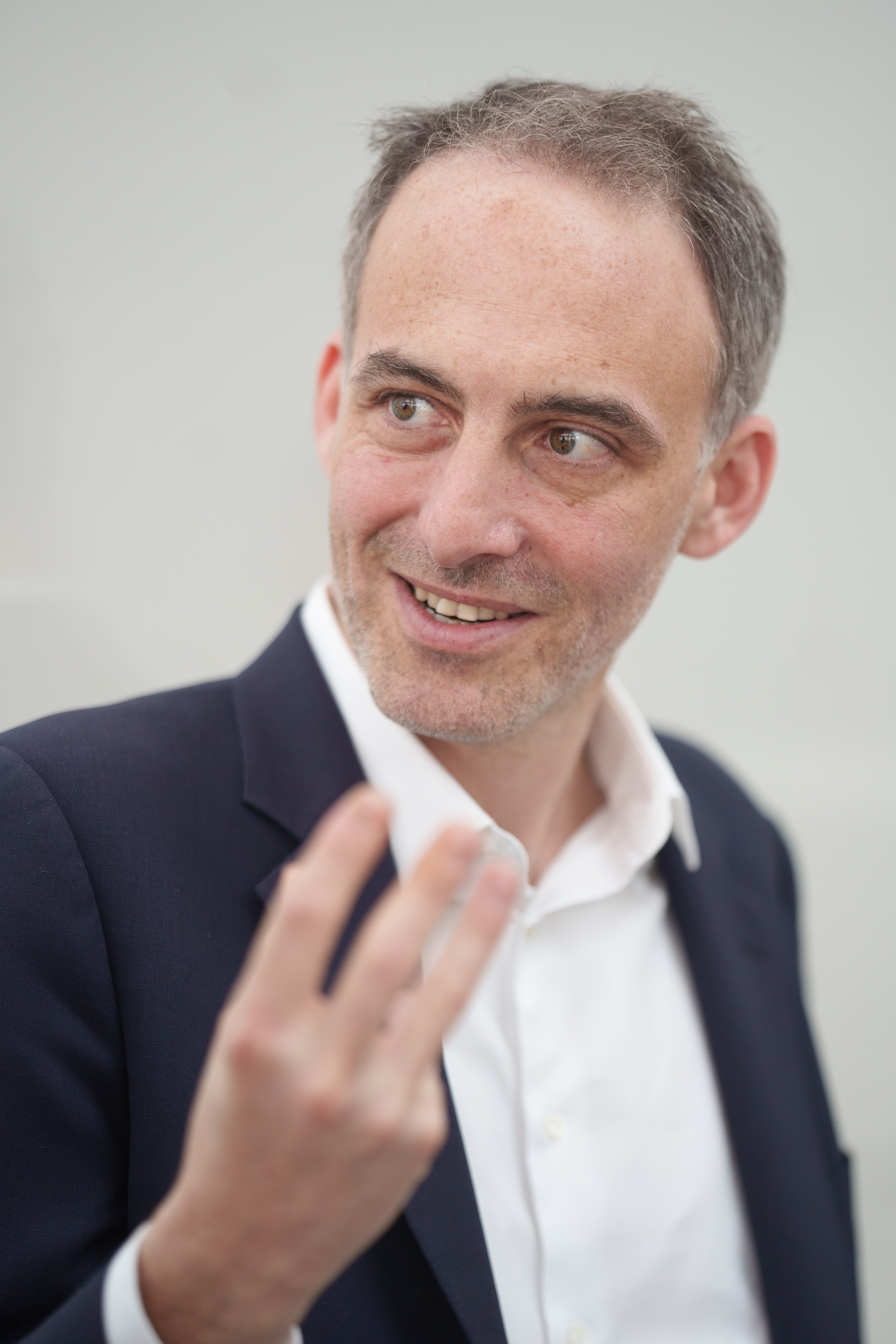
現任歐洲議員拉斐爾·格魯克斯曼

這次選舉活動受到多次種族和反猶太主義攻擊的影響。特别是受到以色列—哈马斯战争、反移民影响，对与犹太、阿拉伯裔、穆斯林有关候选人的攻击层出不穷。
6月20日，拉斐爾·格魯克斯曼在馬賽為新人民陣線競選時，與記者萊婭·薩拉梅同行，被錄到一位選民對他說「你作為猶太人真是可恥」。之後，他揭露自己的手機號碼被洩露到Telegram群組中，因此遭到猶太極右和左翼人士的雙重攻擊。前者因為他的参选感到憤怒，後者則基於他的阿什肯納茲姓氏指控他是支持班傑明·納坦雅胡的猶太復國主義者。
6月26日，极右翼再征服領導人艾瑞克·澤穆爾分享了一段影片，影片中的歌曲包含各種明顯仇外的歌詞，雖然因違反TikTok的內容準則而被刪除，但已在社交媒體上傳播，並遭到了法國共產黨領導人法比安·魯塞爾的譴責。 法國反種族歧視組織宣布就這首歌煽動仇恨向當局提出投訴。

## 第一輪影响

### 第一輪结果
| 第二輪選舉 （候選人退出前）                            | 第二輪選舉 （候選人退出前） | 第二輪選舉 （候選人退出前） | 第二輪選舉 （候選人退出前） | 第二輪選舉 （候選人退出前） |
| ------------------------------------------------------ | --------------------------- | --------------------------- | --------------------------- | --------------------------- |
| 根據《法國新聞廣播電台》的分類，政黨及其盟友如下所列： |                             |                             |                             |                             |
| 四方決選                                               | 四方決選                    |                             | 5                           | 5                           |
| NFP–ENS–RN                                             | NFP–ENS–RN                  |                             | 250                         | 250                         |
| NFP–LR–RN                                              | NFP–LR–RN                   |                             | 43                          | 43                          |
| 其餘三方決選                                           | 其餘三方決選                |                             | 16                          | 16                          |
| NFP–RN                                                 | NFP–RN                      |                             | 67                          | 67                          |
| RN–ENS                                                 | RN–ENS                      |                             | 32                          | 32                          |
| LR–RN                                                  | LR–RN                       |                             | 28                          | 28                          |
| NFP–ENS                                                | NFP–ENS                     |                             | 27                          | 27                          |
| LR–NFP                                                 | LR–NFP                      |                             | 5                           | 5                           |
| LR–ENS                                                 | LR–ENS                      |                             | 2                           | 2                           |
| 其餘兩方決選                                           | 其餘兩方決選                |                             | 29                          | 29                          |
| 直選                                                   | 直選                        |                             | 76                          | 76                          |

首輪投票的投票率異常高，代理投票請求則達到了270萬份。民調機構預測，這次首輪投票的最終投票率將是自1997年以来的最高紀錄。初步結果顯示，投票率達到66.71%。在首輪投票中，國民聯盟(RN)及其盟友獲得了33.15%的選票，成為得票最多的聯盟；其次是新人民阵线(NFP)，獲得28.14%的選票；一起聯盟(ENS)取得21.27%的選票；而右翼和中間聯盟(LR)及其他右派候選人則獲得了10.22%的選票。總體投票率為66.71%。根據這些結果（不考慮首輪後候選人退選的情況），有306個選區進入了三方決選，另有5個選區進入四方決選。然而，在名列第三的候選人在第二輪投票登記截止日期前宣布退選後，只剩下89個選區進行三方決選，以及2個選區進行四方決選。首輪選舉中，共有76名候選人直接當選。
國民聯盟獲得了33%的選票，首次在立法選舉首輪中位居第一，延續了他們在歐洲議會選舉中的成功。在巴爾代拉的領導下，國民聯盟與因引發共和黨內部危機而結成的盟友一同奪得33%的選票。雖然這低於多項民調預測的最高37%，但這一成績使他們在首輪中贏得了38個選區，並取得了444個選區的晉級資格。
根據估計，國民聯盟要實現絕對多數席位的目標似乎並不現實，因此，副主席塞巴斯蒂安·舍尼考慮以相對多數來執政。巴爾代拉在競選期間多次表態，若無法獲得絕對多數，他不會接受總理職位。儘管他繼續要求選民支持國民聯盟達到289名議員的門檻，但最終他和勒朋暗示，這一目標可以通過與其他政黨議員的戰略聯盟來達到。
新人民陣線以28%的得票率名列第二，相較於2022年生態和社會人民新聯盟在首輪獲得的25%支持率，增長了三個百分點。新人民陣線的候選人在除海外領地外的414個選區中晉級。由於126名在國民聯盟有望當選選區中排名第三的新人民陣線候選人退出選舉，新人民陣線在第二輪仍保留了超過300名候選人，而在首輪中已有32名當選。
一起聯盟則以21%的得票率名列第三，難以保住相對多數席位。他們的支持率比2022年下降了五個百分點，從第一位跌至第三位。
右翼和中間聯盟再度位居第四，其得票率從10.42%驟降至6.57%。因為喬蒂獨自決定與國民聯盟結盟，並多次未能解除其共和黨主席職務，導致該黨實力削弱。在面對國民聯盟、新人民陣線和一起聯盟三大陣營的激烈競爭中，共和黨在第一輪選舉中「缺乏存在感」，未能參加多場主要政黨領袖的大辯論，多數候選人只能「低調」競選，主要目標是「減少損失」，盡力保住原有的議席。
根據《世界報》依據政治黨派的分類，國民聯盟支持的候選人在444個選區中進入了第二輪選舉；相比之下，新人民陣線有414名候選人進入第二輪，一起聯盟有321名候選人，右翼和中間聯盟或其他候選人則有88名進入第二輪。

### 第一轮后预测
在首輪選舉結束后國民聯盟初步被認為有可能取得大幅的相對多數席位，甚至可能達到絕對多數。根據益普索的數據，國民聯盟預計可獲得230至280個席位；公共輿論研究所預測240至270席；埃拉貝估計260至310席；而意見方法的預測在250至300席之間，因此後兩個機構的數據顯示他們有可能達到絕對多數。
根據公共輿論研究所的預測，新人民陣線可能在2024年的席位數將從2022年的150個上升至180到200個。其他預測則分別為：125到165名議員（益普索）、130到170名（意見方法）、以及115到145名（埃拉貝）。這4個預測均基於第一輪選舉當晚的數據，顯示超過300個選區存在三方競選，並在接下來的兩天內有224個候選人退選。
至於一起聯盟，埃拉貝估計他們只能獲得90至120個席位，相比於約250個席位的下降非常顯著。而益普索（70至100席）、意見方法（65至105席）和公共輿論研究所（60至90席）的預測結果顯示，他們的境況可能更加嚴重。

### 投票指示及撤回候选人

#### 第一輪之前
6月24日，在接受西里爾·阿努納於《歐洲一台》的採訪時，如同總統馬克宏選前說的一樣，性別平等部長奧羅爾·貝爾熱表示拒絕就新人民陣線與國民聯盟之間的第二輪投票提供具體意見，但暗示任何此類討論將會在首輪選舉結束後進行。一起聯盟的兩位盟友，包括民主運動的法蘭索瓦·白胡和地平线黨的愛德華·菲利普，也拒絕對此問題發表回應。有報導指出，一起聯盟在這個問題上存在分歧。
6月25日下午，馬克宏及一起聯盟的盟友共同討論了這個問題。與會者普遍達成共識，呼籲在第二輪投票中淘汰國民聯盟和新人民陣線的候選人，並可能根據個案情況進行退選，但在會議結束時尚未達成最終決定。在6月26日晚上接受訪問時，白胡發表了以下言論：“我們不會投票給國民聯盟或新人民陣線的候選人……為什麼我認為共和黨的政治力量會屈服於非常激進、粗暴、暴力的極左派壓迫之下呢？”菲利普則呼籲所有進入第二輪的地平線黨第三名候選人自動退出他們的候選資格。
在同一天的採訪中，綠黨領袖瑪麗娜·通德利耶宣布，該黨的候選人在有資格進入第二輪但名列第三時將退出選舉。同樣的立場也得到了公共廣場領袖拉斐爾·格魯克斯曼的支持。不屈法国的歐洲議會議員瑪農·奧布里則表示，三方競選中的不屈法国候選人的去留將會逐案處理。
社会党領袖奧利維耶·富爾，與格魯克斯曼、通德利耶及兩位政府部長克萊芒·博納和阿涅絲·帕尼耶-呂納謝共同在6月25日《世界報》上發表了一封公開信，呼籲所有政黨達成協議，撤回候選人以阻止國民聯盟取得絕對多數。然而，這封信沒有獲得不屈法國代表的聯署。
6月26日，梅蘭雄表示，不屈法國將在首輪投票後發布投票指示，並呼籲他的支持者不要投票給國民聯盟。隨後，共產黨於6月27日發表新聞稿，確認將指示選民在第二輪支持對抗國民聯盟的「共和黨候選人」，並且如果候選人在首輪進入第二輪但名列第三時將會退出選舉。
儘管反對共和黨與國民聯盟結盟的可能性，共和黨實際聯合領導人弗朗索瓦-格扎維埃·貝拉米宣稱，他將在第二輪選舉中支持國民聯盟的候選人對抗新人民陣線的候選人，即便這些新人民陣線的候選人並非不屈法國成員。在6月26日的一次訪問中，朱利安·奧貝爾宣稱，大多數情況下他將投票給對抗國民聯盟的任何候選人，但如果面對不屈法國的候選人，他將投票給國民聯盟。

#### 第一輪之後
| 第二輪選舉（候選人退出後）     | 第二輪選舉（候選人退出後）     | 第二輪選舉（候選人退出後） | 第二輪選舉（候選人退出後） | 第二輪選舉（候選人退出後） |
| ------------------------------ | ------------------------------ | -------------------------- | -------------------------- | -------------------------- |
| 政黨及其盟友如下所列：         |                                |                            |                            |                            |
| NFP–ENS–LR–RN, 沒人退出        | NFP–ENS–LR–RN, 沒人退出        |                            | 2                          | 2                          |
| NFP–ENS–LR–RN, ENS退出         | NFP–ENS–LR–RN, ENS退出         |                            | 2                          | 2                          |
| NFP–ENS–RN–other, NFP/其他退出 | NFP–ENS–RN–other, NFP/其他退出 |                            | 1                          | 1                          |
| NFP–ENS–RN, 沒人退出           | NFP–ENS–RN, 沒人退出           |                            | 70                         | 70                         |
| NFP–LR–RN, 沒人退出            | NFP–LR–RN, 沒人退出            |                            | 13                         | 13                         |
| 其餘三方決選                   | 其餘三方決選                   |                            | 4                          | 4                          |
| NFP–ENS–RN, NFP退出            | NFP–ENS–RN, NFP退出            |                            | 99                         | 99                         |
| NFP–ENS–RN, ENS退出            | NFP–ENS–RN, ENS退出            |                            | 79                         | 79                         |
| NFP–LR–RN, NFP退出             | NFP–LR–RN, NFP退出             |                            | 27                         | 27                         |
| 其餘三方決選, 有一人退出       | 其餘三方決選, 有一人退出       |                            | 14                         | 14                         |

在首輪選舉結束當晚，超過300個選區出現了三方決選，電視台的預測顯示，隨後兩天內会有224名候選人退選。在首輪選舉後的新聞稿中，一起聯盟宣布他們將呼籲第三名候選人，在其他「與共同價值觀相符的」候選人，且有機會擊敗國民聯盟的選區（包括新人民陣線的候選人），撤回其候選資格，並提供支持。貝爾熱在首輪選舉後接受訪問時重申，候選人將撤回以阻止國民聯盟當選，但前提是這有助於選出新人民陣線的國會議員。同時，盟友中的其他政黨也將採取類似的逐案撤回策略，以支持新人民陣線的候選人進入決選。但阿塔爾強調，撤出不代表背書，聯盟不會正式發佈任何投票指示，即使個別候選人可能會這麼做。
《世界報》於7月5日的一篇報導中提到，阿塔爾領導了反國民聯盟的封鎖行動，這讓馬克宏感到不滿，因為他對阿塔爾的獨自決定感到不滿。報導還指出，馬克龍親自致電一起聯盟的候選人，施壓他們不要在最後一刻退出競選。雖然阿塔爾警告了極右勢力可能上台的危險，但據說馬克龍的核心圈子對國民聯盟的勝選可能性變得更為坦然接受。
在第一輪選舉期間，阿塔爾曾批評新人民陣，將極左和極右兩派相提並論。如今，他呼籲建立一個新的多數聯盟，結合左翼、中間派和右翼力量，以抵抗國民聯盟。他坦言，國民陣線可能勝選的前景令他「毛骨悚然」。根據政治傳播學教授阿諾·梅西耶的分析，總統陣營在多名部長退選後，正試圖脫離他們在整個歐洲及立法選舉第一轮中妖魔化左翼所形成的「戰術陷阱」，因為隨著左派选民參與率的顯著提升，他們的選民基礎相比歐洲议会選舉時有所擴展。之后梅朗雄也宣布，在國民聯盟名列第一的選區，新人民陣線所有進入第二輪但名列第三的候選人將退出選舉。
根據國民聯盟的議員塞巴斯蒂安·舍尼的說法，包括一起聯盟的議員在內，已經接觸位居第三名的國民陣線候選人，要求他們退选，以阻止左派候選人在第二輪勝出，舍尼表示該黨的領導層將考慮這一要求。共和黨則選擇不對第二輪投票給出任何投票指示。
兩名原先已經登記參加第二輪選舉的候選人——罗讷省第八選區的多米尼克·德普拉（Dominique Despras）和曼恩-卢瓦尔省第五选区的弗朗絲·莫羅（France Moreau），在得知其他候選人也登記參選後，改變了主意。由於此時已無法正式撤回，他們選擇不提交任何候选资料，因此選民在投票站不會看到這兩位候選人的名字出現在選票上。
根據《世界報》在正式候選人登記截止日期前的統計，經過新人民陣線134名候選人、一起聯盟82名候選人和其他8名候選人的公開退選後，只剩下89個選區進行三方決選，以及2個選區進行四方決選。在兩輪選舉之間，一個從部分共和黨成員到新人民陣線的「反國民聯盟陣線」（又被称为“共和陣線”）構想正逐漸浮出水面。

## 選舉結果

### 第二輪投票
第二輪約有2800萬人投票，投票率達66.63%，創下自1997年以來的最高紀錄。選前民調領先的國民聯盟在出口民調中落得第三，左派的新人民阵线獲得最多席次，而一起聯盟位居第二，共和黨則位列第四。根據內政部的分類，新人民陣線得了180個席位，但遠遠不足形成過半多數所需的289個席位；相比之下，一起聯盟159席，國民聯盟142席，共和黨39席，導致議會陷入僵局。《世界報》的非官方分析顯示，新人民陣線獲得了182名候選人，一起聯盟168名，國民聯盟143名，而共和黨45名，這些數據略有不同。
根據益普索的調查，在第二輪對決中，「反國民聯盟陣線」在第二輪投票中仍然相當強大。數據顯示，首輪投票支持新人民陣線的選民在第二輪以72%對3%的比例支持一起聯盟的候選人而非國民聯盟；首輪一起聯盟選民中，54%在第二輪對決中支持新人民陣線的候選人，而支持國民陣線的僅為15%；新人民陣線的選民在第二輪以70%對2%的比例支持共和黨候選人；一起聯盟選民則以79%對4%的比例支持共和黨；即使在不屈法國與國民聯盟的對決中，一起聯盟選民仍以43%對19%的比例支持不屈法國候選人。
值得一提的是，國民聯盟首次成功在海外選區選出議員：安希亞·巴馬納在馬約特第二選區勝出，約瑟夫·里維埃則在留尼旺第三選區獲勝，兩人均獲得國民議會席位。馬約特的選舉結果與2024年初該地區的政治危機有密切關聯。
已故卡納克獨立運動領袖让-马里·奇巴乌的兒子埃马纽埃尔·奇巴乌當選新喀里多尼亞第二選區的國民議會議員，成為自1986年以來首位當選的親獨立候選人。這一勝利被視為新喀里多尼亞法國忠誠主義運動的一大挫折，該地區今年早些時候發生了內亂。佩奧·迪福則成為首位當選國民議會的左翼阿贝尔察莱候選人，他在大西洋比利牛斯省第六选区以巴斯克祖國名義參選，並獲得新人民陣線的支持。
當選國民議會議員的女性人數連續第二次下降，從2022年的215人下降到208人（36%）。

### 選區結果一覽
| 政党                     | 國民聯盟                              | 復興黨            | 不屈法國        | 社會黨        | 共和黨                                 | 民主運動      | 綠黨            | 地平线        |
| 政党                     |                                       |                   |                 |               |                                        |               |                 |               |
| 主席                     | 若爾丹·巴爾代拉                       | 斯特凡納·塞茹爾內 | 曼努埃爾·邦帕爾 | 奧利維耶·富爾 | 安妮·热纳瓦尔 弗朗索瓦-格扎維埃·貝拉米 | 弗朗索瓦·贝鲁 | 瑪麗娜·通德利耶 | 爱德华·菲利普 |
| 主席                     |                                       |                   |                 | \| \| \|      |                                        |               |                 |               |
| 席位                     | 126 (21.84%)                          | 99 (17.18%)       | 75 (12.99%)     | 65 (11.27%)   | 39 (6.76%)                             | 33 (5.72%)    | 33 (5.72%)      | 26 (4.51%)    |
| 席位                     | 126 / 577                             | 99 / 577          | 74 / 577        | 59 / 577      | 39 / 577                               | 33 / 577      | 33 / 577        | 26 / 577      |
| Annie Genevard 16665.jpg | François-Xavier Bellamy (cropped).JPG |                   |                 |               |                                        |               |                 |               |

### 政黨席次一覽
政黨聯盟得票率(第一輪)
政黨聯盟得票率(第二輪)
政黨聯盟席次率
政黨席次率
| 180        | 12   | 159      | 18   | 27   | 39     | 142      |
| 新人民陣線 | 杂左 | 一起聯盟 | 其他 | 杂右 | 共和党 | 國民聯盟 |

| 按政黨劃分的選舉結果 (上) 按聯盟劃分的選舉結果 (下) |                 |                 |                 |            |        |            |            |        |        |      |      |      |
| 政黨以及聯盟                                        | 政黨以及聯盟    | 政黨以及聯盟    | 政黨以及聯盟    | 第一輪     | 第一輪 | 第一輪     | 第二輪     | 第二輪 | 第二輪 | 總計 | 總計 | 總計 |
| 政黨以及聯盟                                        | 政黨以及聯盟    | 政黨以及聯盟    | 政黨以及聯盟    | 得票數     | %      | 席位       | 得票數     | %      | 席位   | 席位 | 增減 |      |
|                                                     |                 | 不屈法国        | LFI             |            |        | 19         |            |        | 55     | 74   | ▲6   |      |
|                                                     | 社会党          | PS              |                 |            | 5      |            |            | 54     | 59     | ▲31  |      |      |
|                                                     | 綠黨            | LÉ              |                 |            | 4      |            |            | 24     | 28     | ▲13  |      |      |
|                                                     | 法国共产党      | PCF             |                 |            | 2      |            |            | 7      | 9      | ▼3   |      |      |
|                                                     | 世代·s          | G.s             |                 |            | 1      |            |            | 4      | 5      | ▲1   |      |      |
|                                                     | 其他            |                 |                 |            | 1      |            |            | 4      | 5      | ▲1   |      |      |
| 新人民陣線                                          | 新人民陣線      | NFP             | 9,042,485       | 28.21      | 32     | 7,040,207  | 25.81      | 148    | 180    | ▲49  |      |      |
|                                                     |                 | 復興黨          | RE              |            |        | 2          |            |        | 97     | 99   | ▼56  |      |
|                                                     | 民主運動        | MoDem           |                 |            | 0      |            |            | 33     | 33     | ▼12  |      |      |
|                                                     | 地平线          | HOR             |                 |            | 0      |            |            | 26     | 26     | ▲1   |      |      |
|                                                     | 其他            |                 |                 |            | 0      |            |            | 1      | 1      | ▼19  |      |      |
| 一起聯盟                                            | 一起聯盟        | ENS             | 6,820,446       | 21.28      | 2      | 6,692,335  | 24.53      | 157    | 159    | ▼86  |      |      |
|                                                     |                 | 國民聯盟        | RN              | 9,379,092  | 29.26  | 37         | 8,745,076  | 32.05  | 88     | 125  | ▲36  |      |
|                                                     | 极右翼联盟      | UXD             | 1,268,822       | 3.96       | 1      | 1,364,947  | 5.00       | 16     | 17     | 新   |      |      |
| 總共                                                | 總共            | Total           | 10,647,914      | 33.21      | 38     | 10,110,023 | 37.06      | 104    | 142    | ▲53  |      |      |
|                                                     |                 | 共和黨          | LR              | 2,106,166  | 6.57   | 1          | 1,474,722  | 5.41   | 38     | 39   | ▼22  |      |
|                                                     | 其他            |                 |                 |            |        |            |            |        |        | ▼3   |      |      |
| 右翼和中間聯盟                                      | 右翼和中間聯盟  | UDC             | 2,104,978       | 6.57       | 1      | 1,474,722  | 5.41       | 38     | 39     | ▼25  |      |      |
|                                                     | 混杂右翼        | 混杂右翼        | DVD             | 1,172,535  | 3.66   | 2          | 980,547    | 3.59   | 25     | 27   | ▲17  |      |
|                                                     | 混杂左翼        | 混杂左翼        | DVG             | 491,068    | 1.53   | 0          | 401,063    | 1.47   | 12     | 12   | ▼9   |      |
|                                                     | 混雜中間派      | 混雜中間派      | DVC             | 391,423    | 1.22   | 0          | 177,164    | 0.65   | 6      | 6    | ▲4   |      |
|                                                     | 極左派          | 極左派          | EXG             | 367,194    | 1.15   | 0          | -          | -      | -      | 0    | -    |      |
|                                                     | 区域主义者      | 区域主义者      | REG             | 310,727    | 0.97   | 0          | 288,201    | 1.06   | 9      | 9    | ━    |      |
|                                                     | 再征服          | 再征服          | REC             | 239,985    | 0.75   | 0          | -          | -      | -      | 0    | -    |      |
|                                                     | 生态主义者      | 生态主义者      | ECO             | 181,988    | 0.57   | 0          | 37,808     | 0.14   | 1      | 1    | ━    |      |
|                                                     | 混杂派          | 混杂派          | DIV             | 142,889    | 0.45   | 0          | 38,025     | 0.14   | 1      | 1    | ━    |      |
|                                                     | 主权右翼        | 主权右翼        | DSV             | 90,094     | 0.28   | 0          | 18,672     | 0.07   | 0      | 0    | ▼1   |      |
|                                                     | 混杂极右翼      | 混杂极右翼      | EXD             | 59,679     | 0.19   | 1          | 23,216     | 0.09   | 0      | 1    | ▲1   |      |
|                                                     | 左翼激进党      | 左翼激进党      | PRG             | 12,434     | 0.04   | 0          | -          | -      | -      | 0    | -    |      |
|                                                     |                 |                 |                 |            |        |            |            |        |        |      |      |      |
| 總計                                                | 總計            | 總計            | 總計            | 32 057 946 | 100.00 | 76         | 27,282,030 | 100.00 | 501    | 577  | 0    |      |
|                                                     |                 |                 |                 |            |        |            |            |        |        |      |      |      |
| 有效选票                                            | 有效选票        | 有效选票        | 有效选票        | 32 057 946 | 97.41  |            | 27,282,030 | 94.50  |        |      |      |      |
| 無效票                                              | 無效票          | 無效票          | 無效票          | 267 803    | 0.81   | 395,302    | 1.37       |        |        |      |      |      |
| 空白票                                              | 空白票          | 空白票          | 空白票          | 582 908    | 1.77   | 1,193,011  | 4.13       |        |        |      |      |      |
| 總票數                                              | 總票數          | 總票數          | 總票數          | 32 908 657 | 100.00 | 28,870,343 | 100.00     |        |        |      |      |      |
| 登記選民/投票率                                     | 登記選民/投票率 | 登記選民/投票率 | 登記選民/投票率 | 49 332 709 | 66.71  | 43,328,540 | 66.63      |        |        |      |      |      |
|                                                     |                 |                 |                 |            |        |            |            |        |        |      |      |      |
| 來源: 法國內政部                                    |                 |                 |                 |            |        |            |            |        |        |      |      |      |

## 各方反應

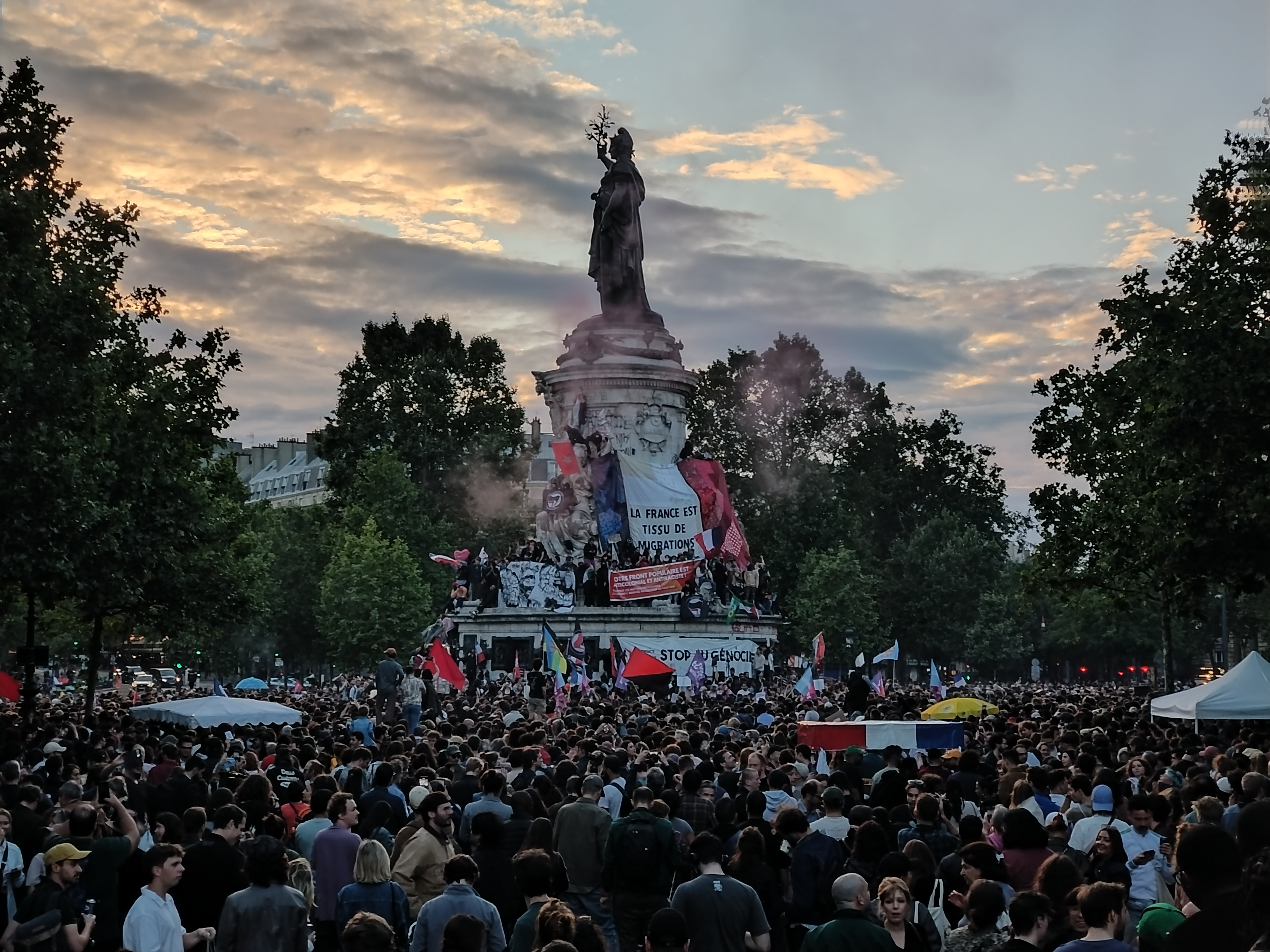
7月7日在巴黎共和廣場舉行的慶祝活動

### 一起为了共和国
在7月1日的訪談中，奧羅爾·貝爾熱表示願意與其他黨派的成員組建聯合政府，包括「那些拒絕與及國民陣線妥協的共和黨人、某些社會黨成員、綠黨和共產黨人」。此看法也得到了聯盟夥伴地平线黨的愛德華·菲利普的贊同。菲利普則呼籲達成一項排除不屈法國和國民聯盟的「穩定政治局勢的協議」。
復興黨主席斯特凡納·塞茹爾內同樣排除與梅蘭雄及部分左翼盟友共同執政的可能性，表示任何潛在的聯盟都需要滿足特定的前提條件。在7月8日的採訪中，內政部長熱拉爾德·達馬南表示他們在某些與不屈法國立場不同的問題上，可能會與社會黨展開合作，但接著補充說，他反對與綠黨合作。
總理阿塔爾宣布他將在7月8日早上一起聯盟選舉失利後辭去總理職務然而，但他也表示會願意在必要時繼續擔任總理。而馬克宏則要求他在任命繼任者之前繼續留任，以“確保國家的穩定”。另外，阿塔爾也就联合政府宣布其态度，排除與不屈法國合作的可能性。如果阿塔爾政府持續到7月18日，那麼所有當選為议员的17名政府部長都必須辭去部長的職務。
7月9日，幾位復興黨的議員威脅說，如果下屆政府中包括不屈法國的議員，他們將提出不信任動議。在面對這些威脅以及阿塔爾繼續擔任總理的情況下，新人民陣線警告馬克宏「不要試圖劫持國家機構」。
7月10日，馬克宏在地區報紙上發表公開信，聲明「沒有人贏得」這次選舉。他還補充說，現任政府將保持運作，直到能夠組建一個「必然多元」且「認同共和機構」的政治力量的新政府。左翼議員則譴責這封信，認為這是「拒絕承認選舉結果」，顯示馬克宏「在否認現實」，並試圖表明如果新人民陣線政府中包含法國不屈法國成員，他將不允許其領導新政府，這是一場「民主政變」。
一些中间派重要人物表明他們更願意與右派合作，而不是左派。菲利普主張與共和黨達成「技術協議」而非聯合執政。達馬南則公開表示「國家傾向右派，我們應該按照右派的方針治理」。據報導，馬克宏在7月8日晚會見了共和黨參議院主席熱拉爾·拉爾謝。次日，貝爾熱和達馬南均公開呼籲共和黨議員的支持，達馬南還確認他將投票支持對新人民陣線政府的不信任動議。相對而言，白胡對此不太熱衷，他表示更傾向於組建包含一些左派人物的聯合政府。

### 新人民阵线
7月2日，不屈法國黨主席邦帕爾宣布，不屈法國不會參與一起聯盟在內的執政聯盟。綠黨領袖瑪麗娜·通德利耶在被詢問是否會參加執政聯盟時，未完全排除這種可能，但補充說：「這完全不是我想做的」，並且她不會支持任何與馬克宏結盟的總理。
第二輪投票剛結束後，梅蘭雄呼籲馬克龍任命一位來自新人民陣線的總理。社會黨通德利耶和奧利維耶·富爾重申了這一立場，聲稱新人民陣線打算執政，富爾還表示社會黨不會支持任何由「一起聯盟」領導的政府。前總統歐蘭德則表示他不會擔任政府領導，但可以在「外交政策」方面發揮作用。

### 國民聯盟
在未達到選前預期後，瑪琳·勒朋表示，国民联盟的勝利“只是被推遲了”，她不会對該黨在選舉中取得的成績感到失望。 7月8日，塞巴斯蒂安·舍尼表達了對許多候選人失利引發的爭議的遺憾，並重申国民联盟將「毫不妥協」地保持反對立場。同日，佐爾坦·科瓦奇宣布若爾丹·巴爾代拉將擔任歐洲議會歐洲愛國者黨團主席。負責監督國民聯盟候選人選舉的總主任吉勒·佩內勒在選舉後一天辭職。
7月11日，雷诺·拉贝最初宣佈，國民聯盟不會自動對包括不屈法國成員在內的新人民陣線領導的政府提出不信任動議，而是根據每項立法文本逐案考量。然而，勒朋隨後澄清說，如果政府中有任何不屈法國或綠黨部長，無論由誰領導，國民聯盟都會提出不信任動議。巴爾代拉確認，他們會立即對任何新人民陣線少數政府提出不信任動議。

### 其他势力
結果公佈後，共和党前主席洛朗·沃基耶表示排除共和党參與任何潛在聯盟的可能性。參議院共和党党團主席拉爾謝也表示排除了與任何左翼聯盟合作的可能性，並且像黨內其他人一樣，認為共和党的品牌已經「死亡」。儘管如此，一些共和黨人士仍呼籲在國民議會中與馬克宏結盟，其中包括格扎维埃·贝特朗和奧利維耶·馬萊。在當選為該組織主席後，沃基耶表示他不會同意組建聯合政府，但對「立法協議」持開放態度。他還表示，如果未來政府中包括不屈法國成員，右派將投票支持不信任動議，這一立場也得到了拉爾謝的認同。

## 议会与政府组建

### 潛在結果
選舉結束後，新国民议会将在7月18日开议，并选出包括新任国民议会主席在内的国民议会重要职务。总理方面，雖然法國總統理論上可以任命任何人為總理，但由於存在不信任動議的可能性，在實際操作中，傳統上總統需要從在即將上任的國民議會中擁有絕對多數席位的政治集團中提名總理人選，反對派勝利時則會形成「共治政府」。當無任何政治力量獲得絕對多數席位時，政府將面臨不信任動議的持續威脅，必須逐案處理立法，除非形成聯合政府以避免此威脅。
由於選民呈現三極分化，若無任何政黨聯盟能在國民議會中獲得足夠的多數票數以避免不信任動議，則将形成政治僵局。根據憲法規定，提前大選只能在上一次立法選舉後至少一年後才能進行。一些分析人士預測，可能會出現技術型政府，或者類似2020年比利時臨時少數派政府，由各方妥协下的獨立人士組成，直到舉行第二次提前大選。愛麗舍宮發言人表示，馬克宏將等待新國民議會組織起來，然後再做出关于总理的「必要決定」。

### 议会党团组建

议会党团最終组建结果
民主与共和左翼党团 (17)
不屈法国党团 (72)
生態主义者党团 (38)
社会党党团 (法国) (66)
民主運動黨團 (36)
一起为了共和国党团 (99)
地平線党团 (31)
自由與領地党团 (21)
共和右翼党团 (47)
右派！ (16)
國民聯盟黨團 (126)
獨立人士 (8)

不屈法国的克萊芒蒂娜·奧坦在选举后宣布，她不會加入即將成立的不屈法國黨團，而是希望與成功擊敗不屈法國官方候選人的現任議員，共同組建一個新的黨團。他們的还計劃纳入共產黨、綠黨和世代·s的成員。7月12日奧坦宣布成立左翼政黨後來黨，包括3名国会议员，并表示他們將在7月15日加入生態主义者党团。
共產黨为主的民主与共和左翼党团似乎在新國民議會中有望達到15名議員的門檻，安德烈·沙賽涅表示，該集團包括8名共產黨議員、1名共和与社会主义左翼議員，以及「8到9名」來自海外法國的議員。
在選舉前，「自由與領地党团」(LIOT)黨團的22名議員中，有14人成功連任。由於該黨團接近15名議員的門檻，因此有可能通過談判使其在新國民議會中繼續存在。然而该黨團部分议员对LIOT的组建缺乏兴趣，他们希望加入其他黨團。
復興黨議員薩沙·烏利耶代表其黨內左翼，呼籲同僚在國民議會組建一個新的“社會民主”黨團，並迅速吸引了20位議員的支持。由於許多黨內議員對馬克宏感到不滿，一开始只有33位議員承諾加入復興黨黨團，其他人則選擇保持影響力，並威脅如果與右翼結盟，將轉投烏利耶的集團或加入民主運動黨團。但烏利耶的努力最終沒有成功，多數復興黨議員已經選擇加入復興黨黨團。
7月9日，共和黨秘書長奧雷利安·普拉迪耶表示，他認為國民議會內將不再有共和黨團，並希望共和黨團的名稱和運作方式發生改變。，7月10日共和黨宣布成立新的黨團，名稱為共和右翼。另一方面，共和黨内支持国民联盟的喬蒂宣佈在國民議會成立一個名為「右派！」的新黨團，在社交媒體上發布的照片中，可以看到17名獲得國民聯盟支持當選的共和黨議員中的15名出席。
極右翼部分，國民聯盟領導的國民聯盟黨團是國民議會最大單一黨團，巴德拉也表示，在競選期間涉及各種爭議但獲得國民聯盟支持的當選議員，不會在國會中與一起工作。

### 议会組建

國民議會主席團組成
内圈：主席与副主席 (7)、中圈：秘书 (12)、外圈：财务官 (3)
不屈法国党团 (4)
社会党党团 (法国) (3)
生態主义者党团 (3)
民主与共和左翼党团 (2)
一起为了共和国党团 (3)
地平線党团 (2)
共和右翼党团 (3)
自由與領地党团 (2)

7月18日，由於共和黨議員的支持，復興黨副主席耶爾·布勞恩-皮維在第三輪投票中以220票當選國民議會主席，領先207票的新人民陣線支持的法国共產黨議員安德烈·沙赛涅和141票的國民聯盟支持的議員塞巴斯蒂安·舍尼。之後在19日的主席團選舉，新人民陣線獲得了國民議會主席團22個席位中的12個席位，一起聯盟獲得了5個，而國民聯盟由於新人民陣線和一起聯盟聯手，使其未能獲得任何席位。

### 总理推举
在選舉結果揭曉後，克萊芒蒂娜·奧坦敦促新當選的新人民陣線議員於7月8日儘早召開全體會議，商討總理人選的提名事宜。亞尼克·雅多宣布，新人民陣線將在第二輪選舉結束當週提出其政府組成方案；富爾指出，聯盟計劃在該時點之前確定一位總理人選；邦帕爾表示，新人民陣線有意堅持完全落實其政策，不會退讓。 桑德里娜·盧梭承諾，不會像近期的政府那樣頻繁動用宪法第49.3條。
社會黨的談判代表若阿娜·羅蘭和卡羅爾·德爾加對新人民陣線領導的聯合政府中可能獲得復興黨左翼議員的支持表示歡迎。對於總理職位，社會黨選擇支持富爾，富爾抵抗了來自馬克宏盟友的壓力，拒絕與不屈法國分裂以組建政府。7月12日，前留尼汪共产党党员于蓋特·貝洛成為新人民陣線可能的總理人選，但遭到社會黨的抵制，社會黨於7月13日未能批准貝洛的候選資格，不屈法國15日發表措辭強烈的聲明，指責社會黨讓新人民陣線陷入僵局，正中馬克宏的下懷，憤而宣佈暫停與其他聯盟成員的談判。
之後社会党、绿党和共產黨恢復討論並提議任命独立人士洛朗絲·蒂比亞納擔任總理，但蒂比亞納在7月22日否認了成為總理的可能性。7月23日，新人民陣線又宣布將提名37歲的巴黎市財政和採購總監露西·卡斯泰擔任總理一職，但马克龙拒绝任命卡斯泰，声称不会在2024年夏季奥林匹克运动会结束前做出任何决定，而且“问题不在于名字”，而在于国民议会中会形成哪个政黨領導的多数派。
「奧林匹克休戰」之後，馬克宏在8月16日邀請議會內政黨黨魁和議會党团主席於8月23日前往愛麗舍宮，試圖找到擺脫總理難產的方法。但是8月18日新人民陣線發表專欄，威脅可能動用《憲法》第68條彈劾馬克宏。8月26日馬克宏在與議會內政黨黨魁和議會党团主席見面後，宣布不會提名卡斯泰為總理，這項消息引起了新人民陣線的憤怒，不屈法國宣布將提出罷免共和國總統的動議。
9月2日，馬克宏收到了來自前總理貝爾納·卡澤納夫和上法蘭西大區议会主席格扎维埃·贝特朗的提名。鑑於可能遭遇不信任動議，來自共和黨的米歇爾·巴尼耶候選資格在9月4日成為考慮對象。

### 最終結果

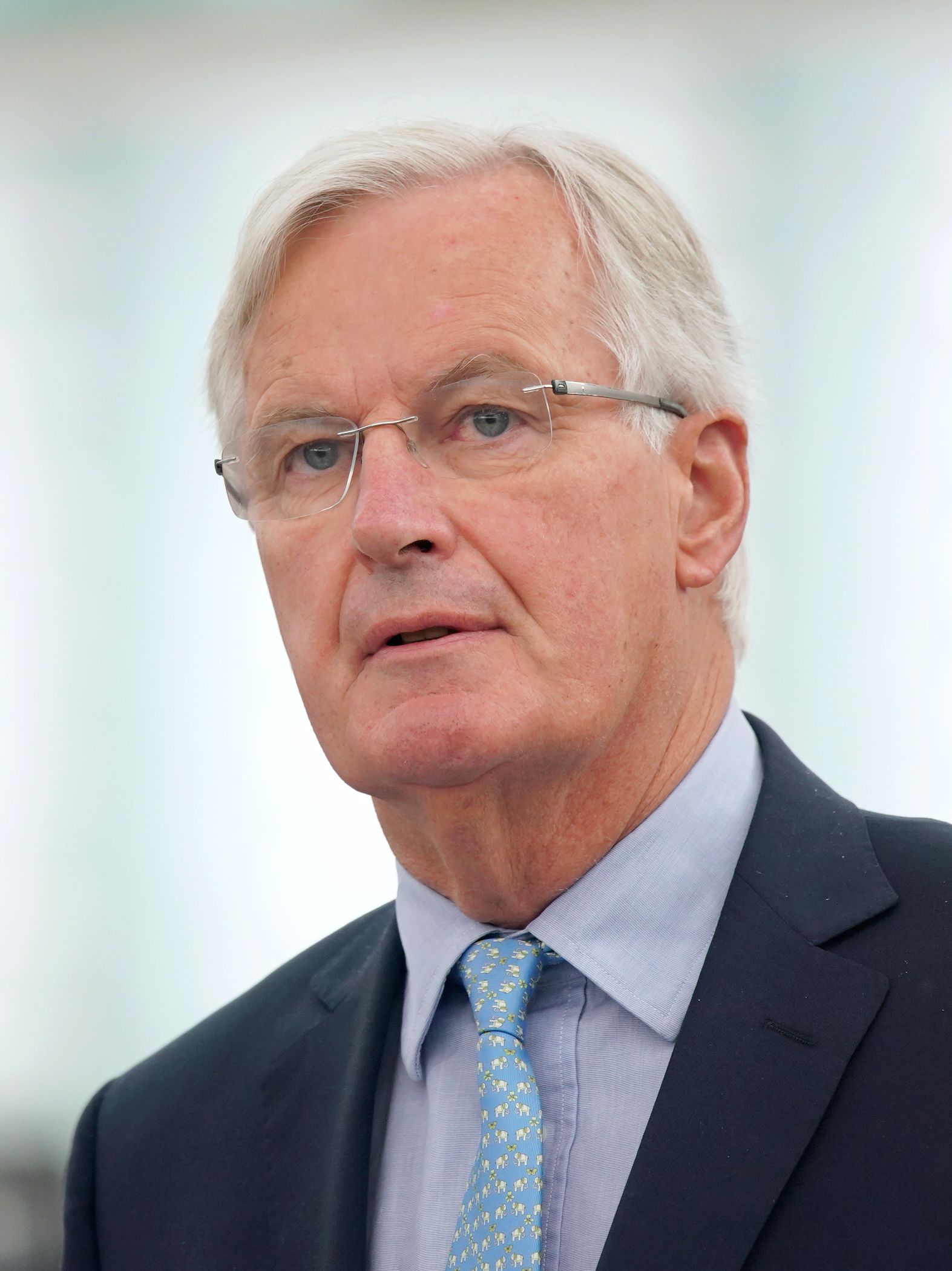
現任總理米歇爾·巴尼耶

在延宕近2個月後，馬克宏於9月5日宣布由米歇爾·巴尼耶出任總理，領導一個幾乎勢均力敵的國會，並在同日進行交接。
新人民陣線已表示，若政府不是由他們主導，將提出不信任動議。與此同時，國民聯盟則表示，將等到新政府發表施政綱領後，再決定是否支持任何不信任或譴責動議。